# Lista orașelor din Brazilia
Acest articol este o listă de orașe din Brazilia. Remarcați că unele state sunt formate din mult mai puține localități decât altele. Acele state sunt formate din "orașe gigantice", care includ de obicei o zonă urbană și o zonă rurală extinsă.
Cele două mari aglomerații urbane ale Brazilei sunt Sao Paulo și Rio de Janeiro. Brasilia, capitala statului (de patru decenii), este amplasată pe un platou înalt (la 1000 m) într-o regiune puțin populată, dar situată într-o poziție centrală a țării.

## Capitală

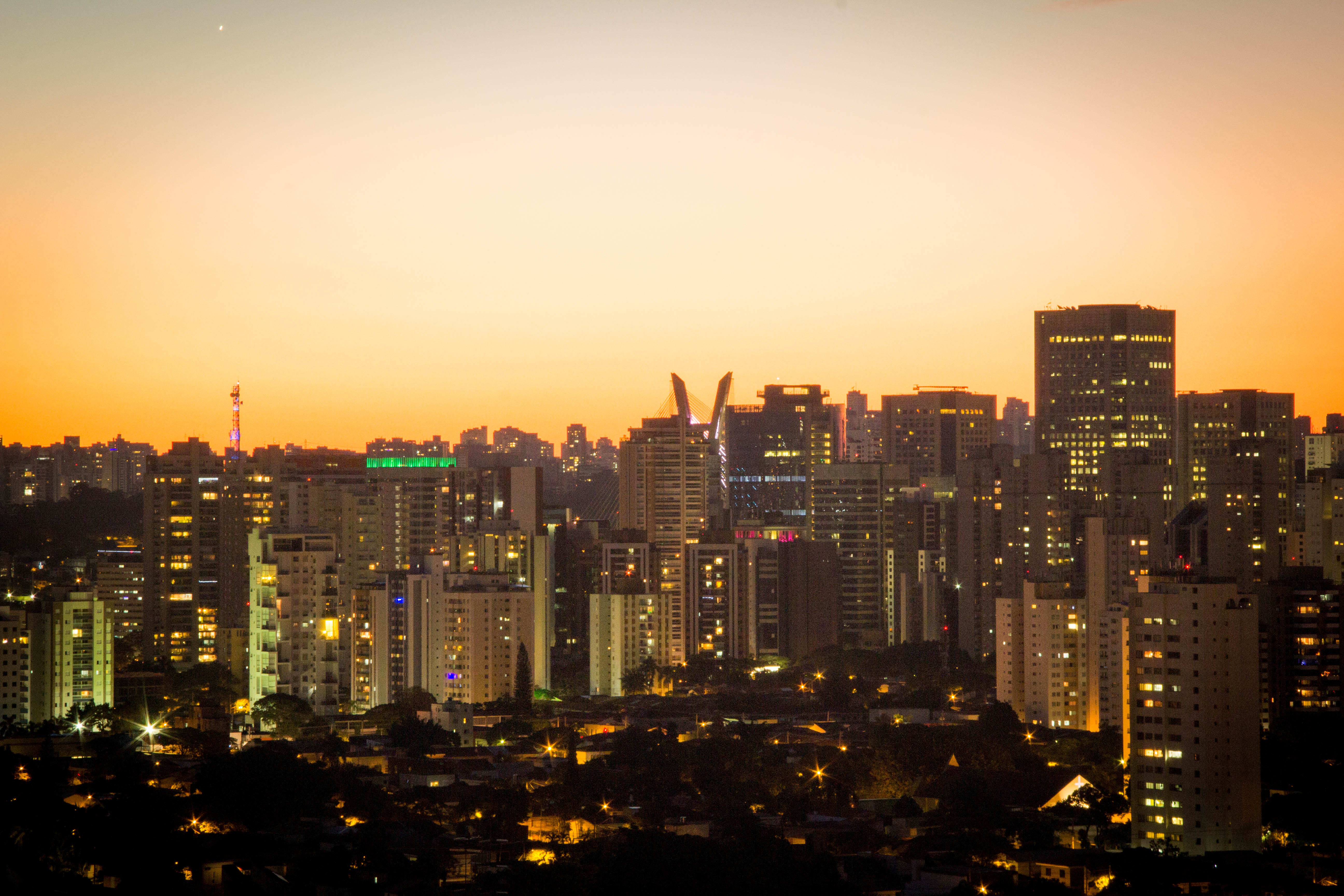
São Paulo

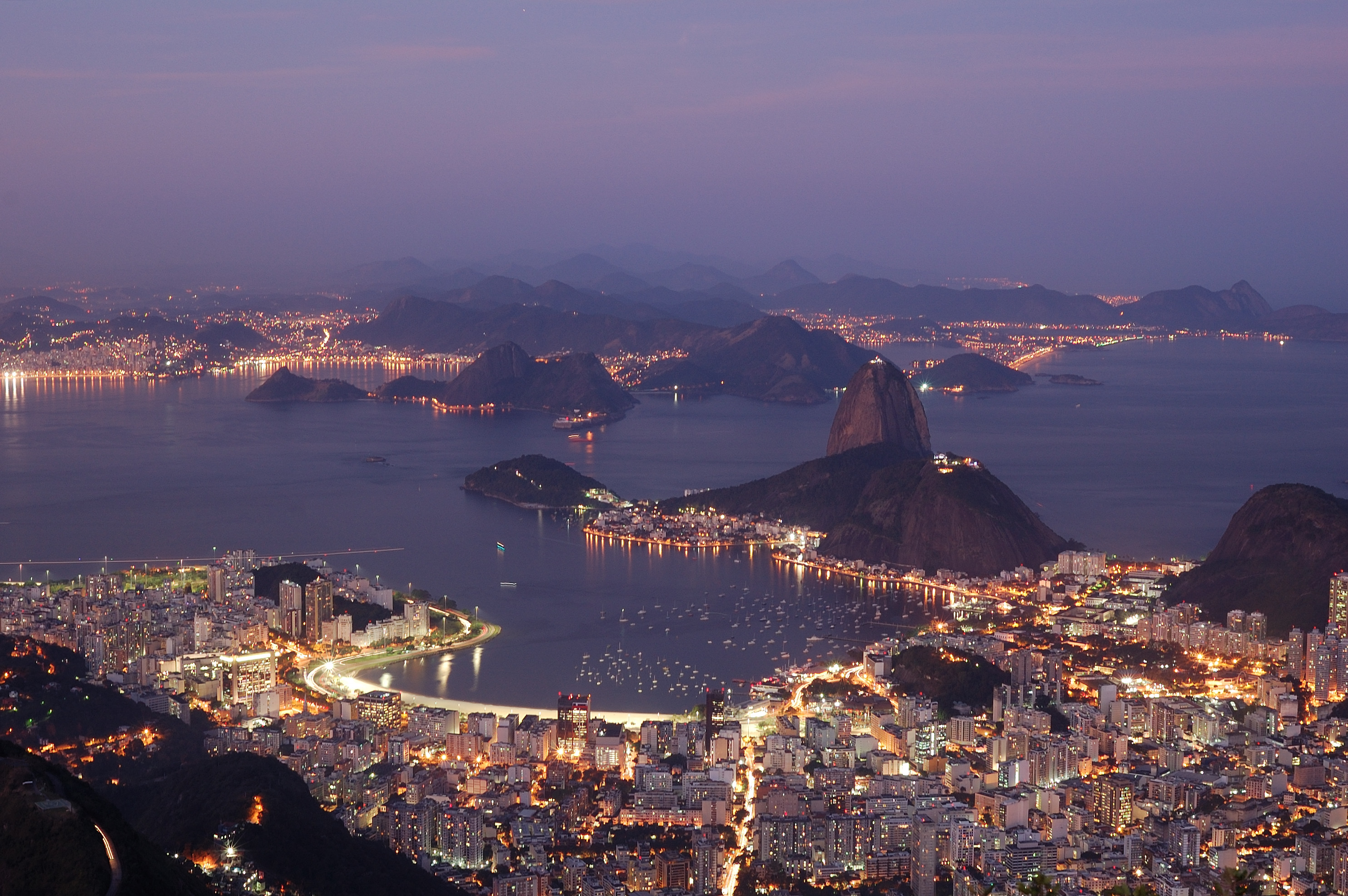
Rio de Janeiro

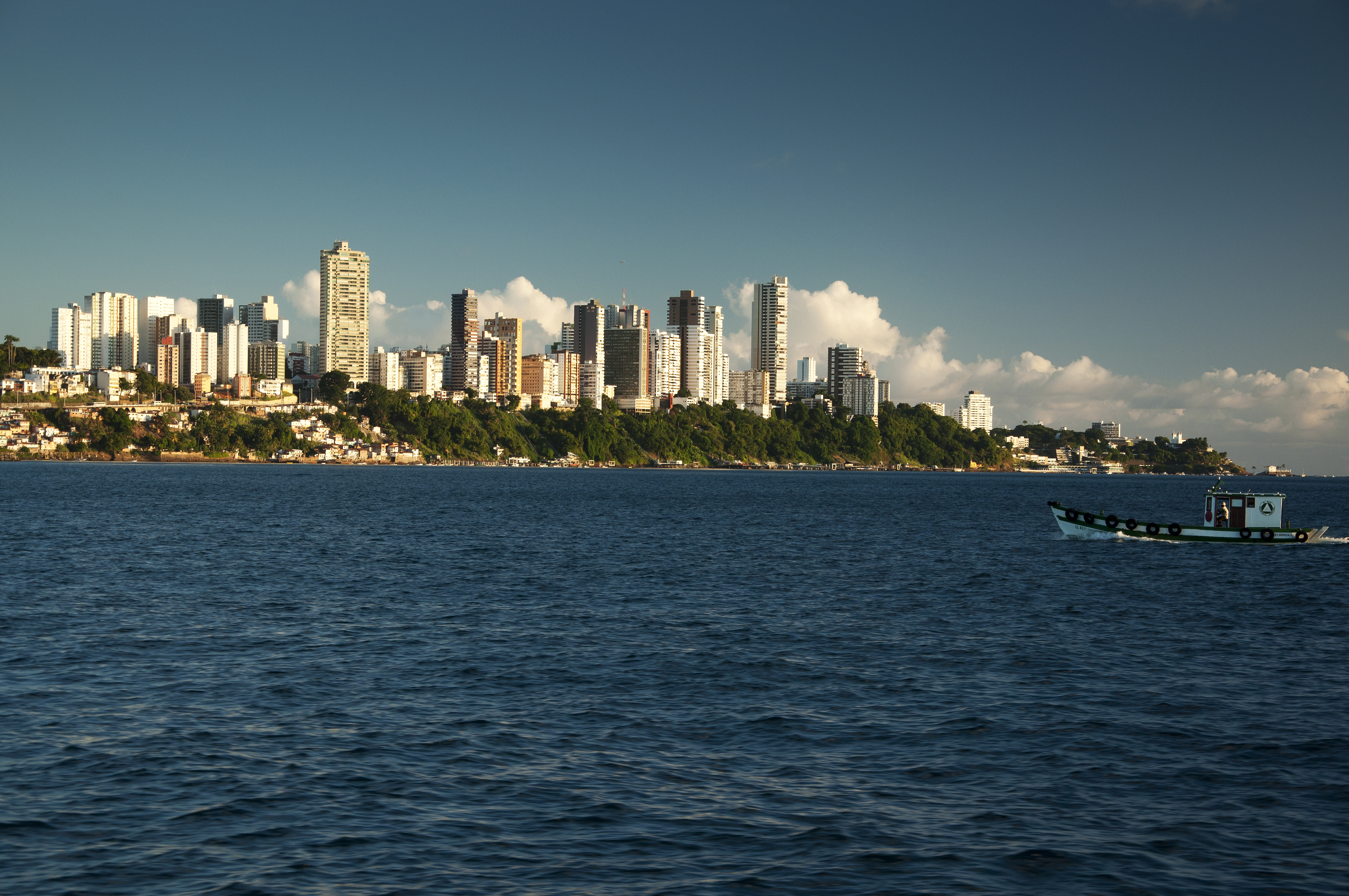
Salvador

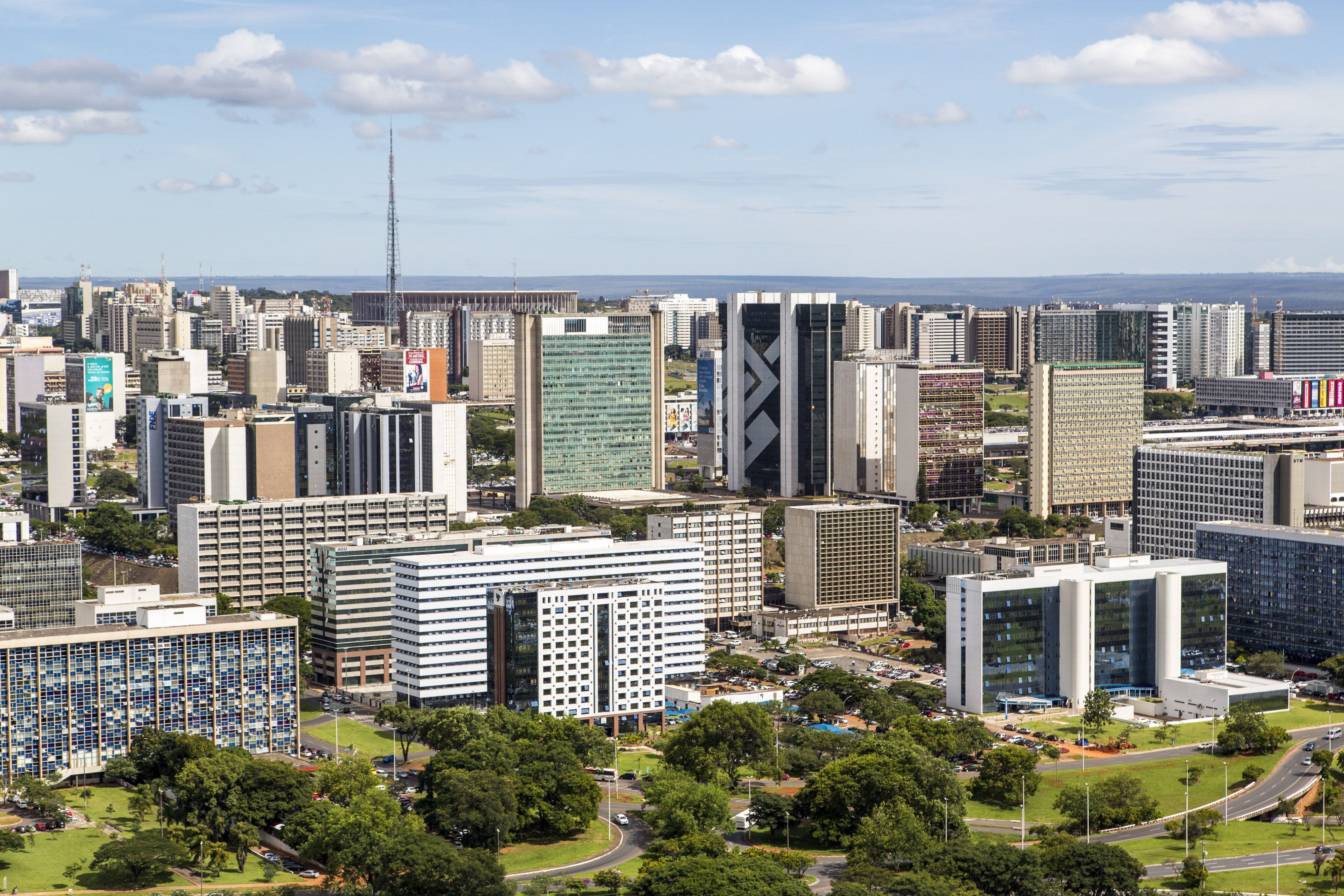
Brasília

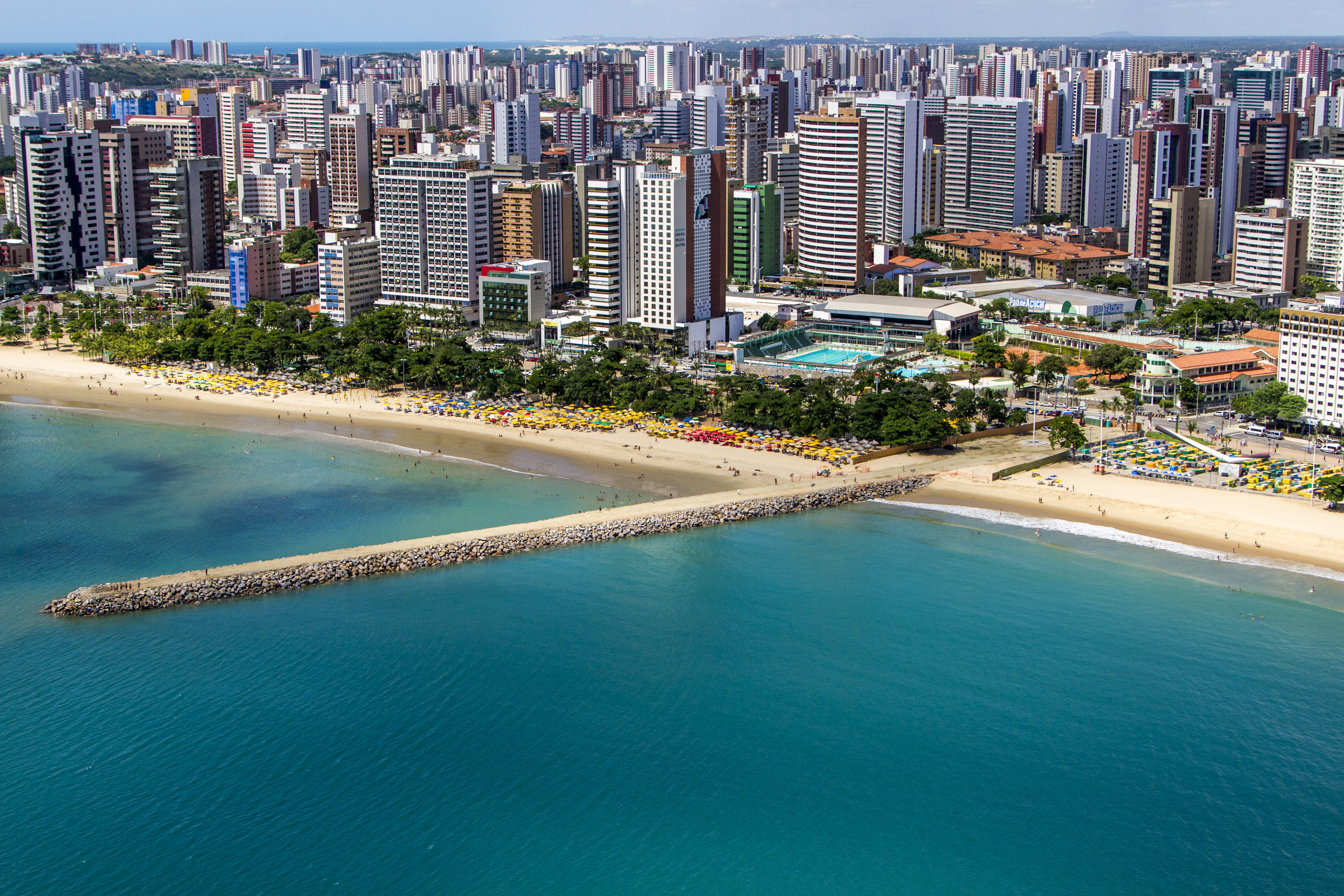
Fortaleza

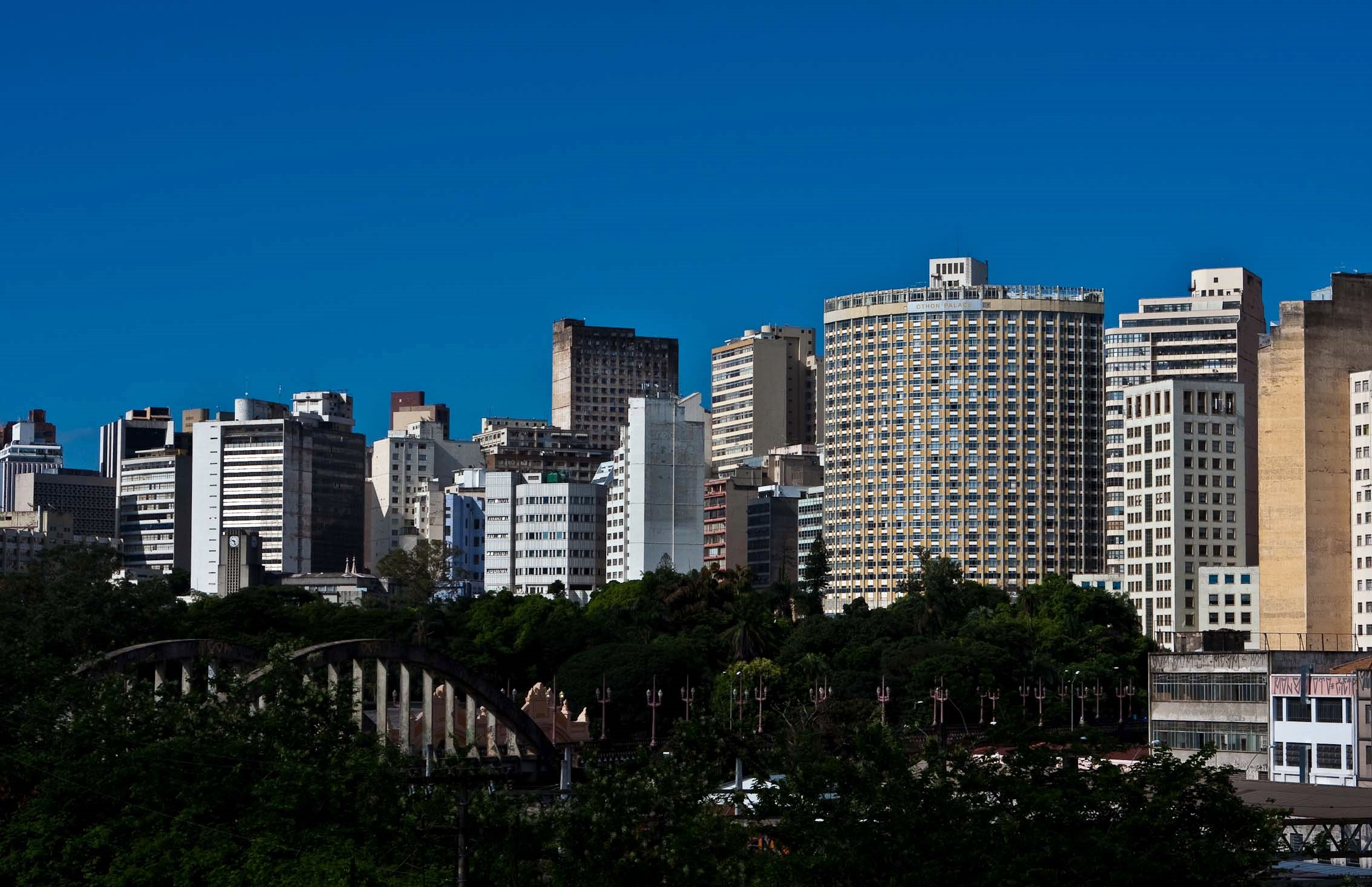
Belo Horizonte

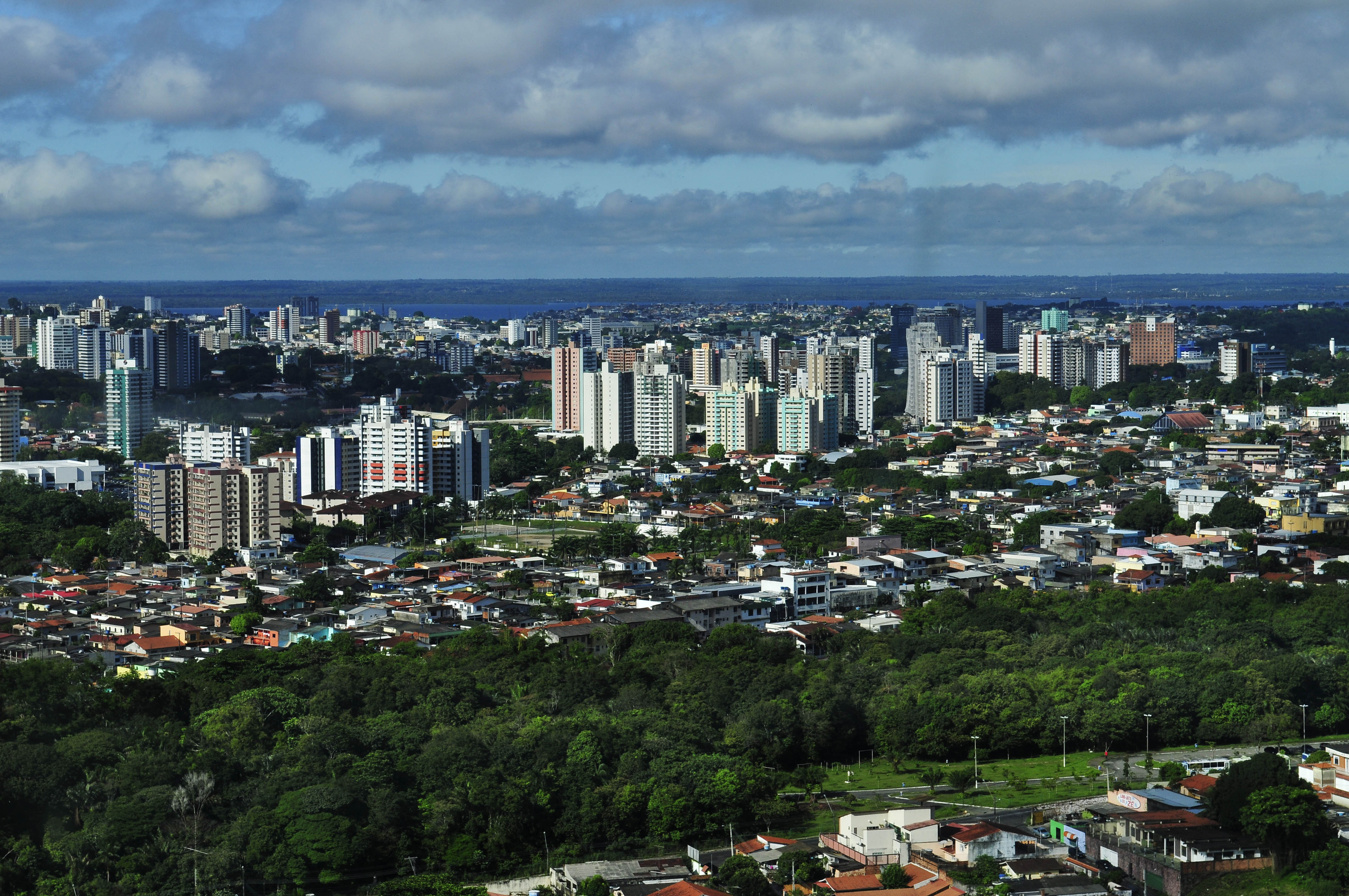
Manaus

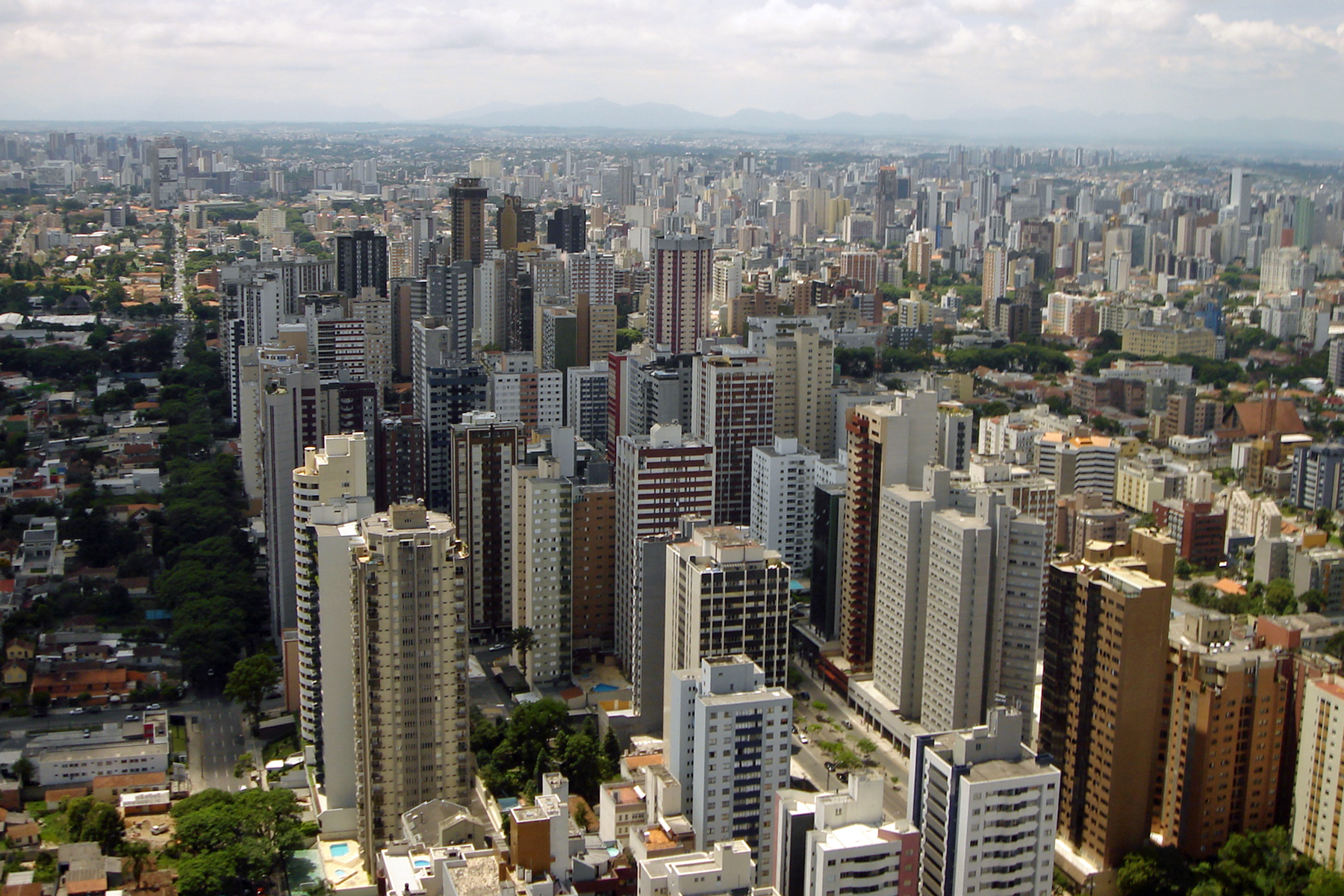
Curitiba

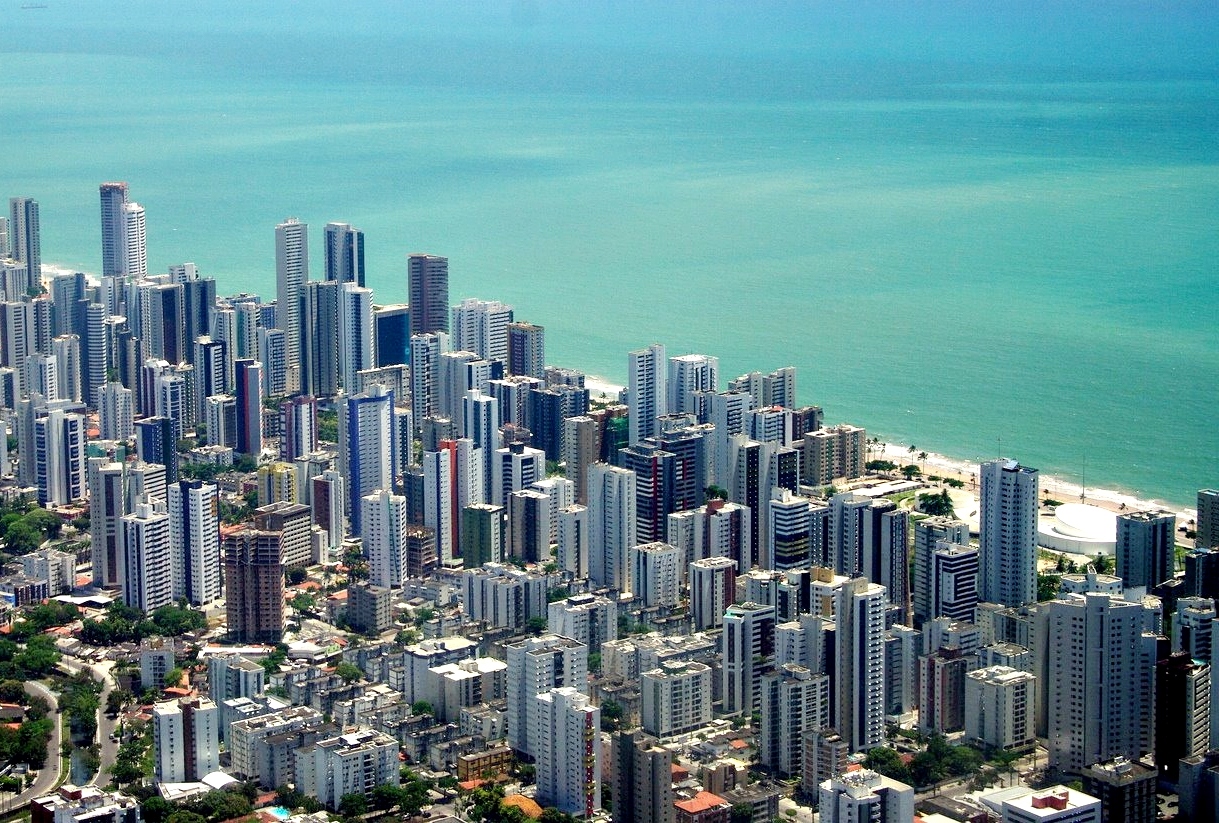
Recife

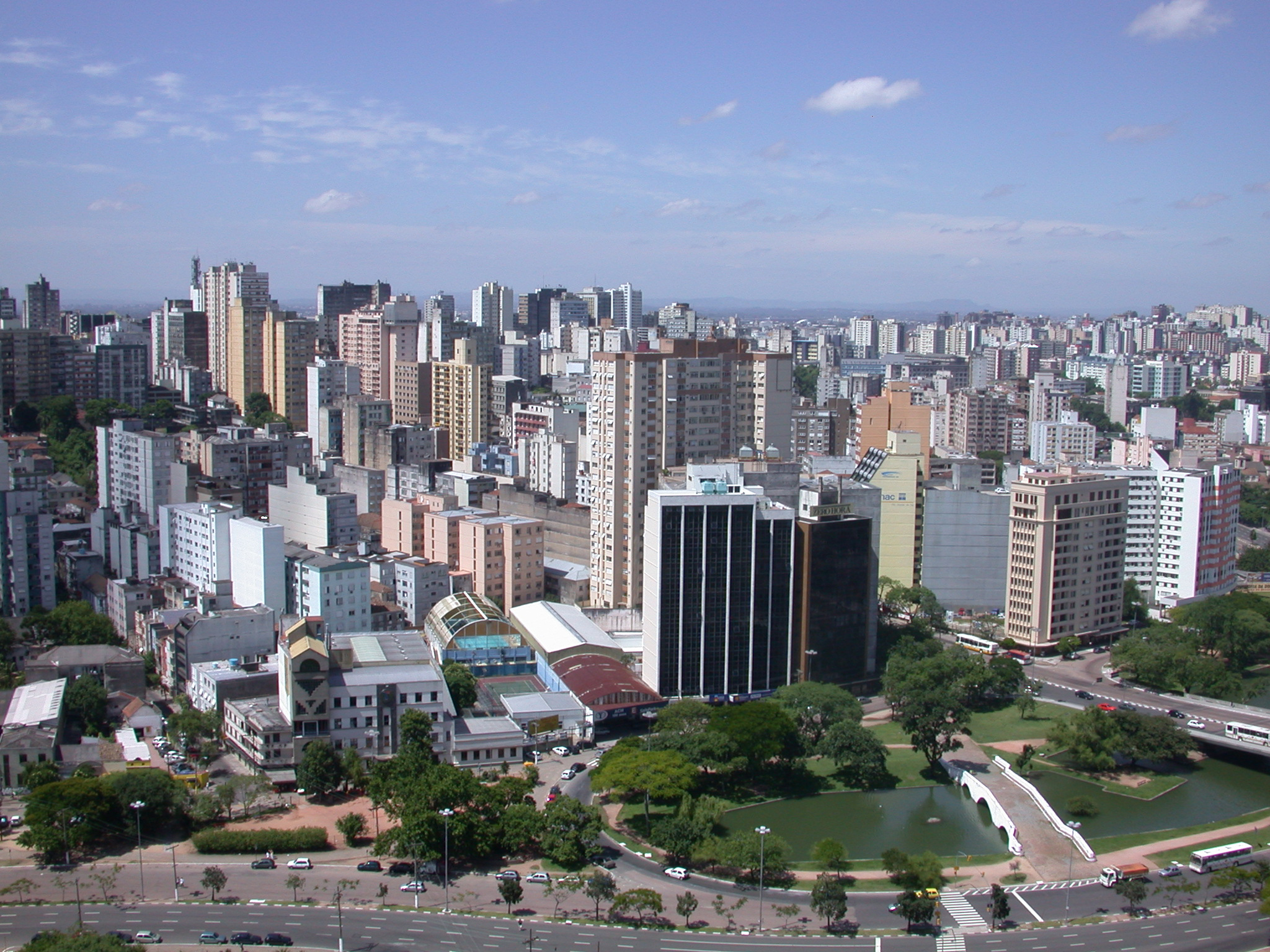
Porto Alegre

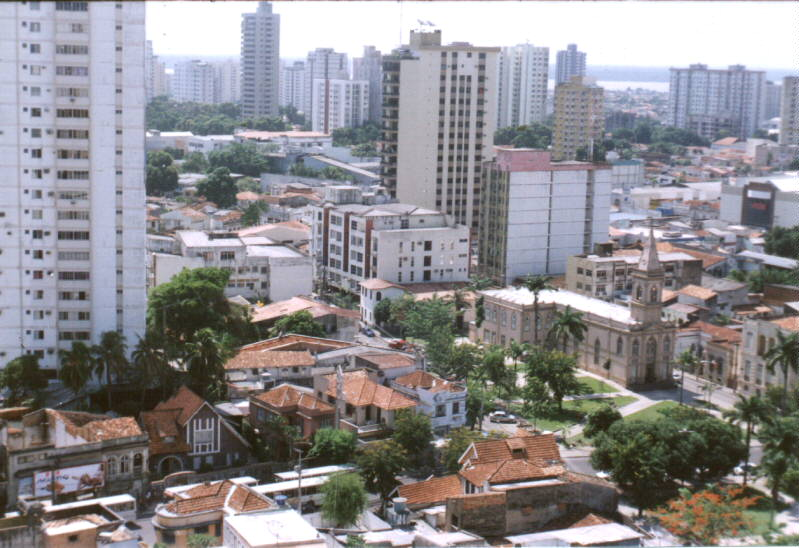
Belém

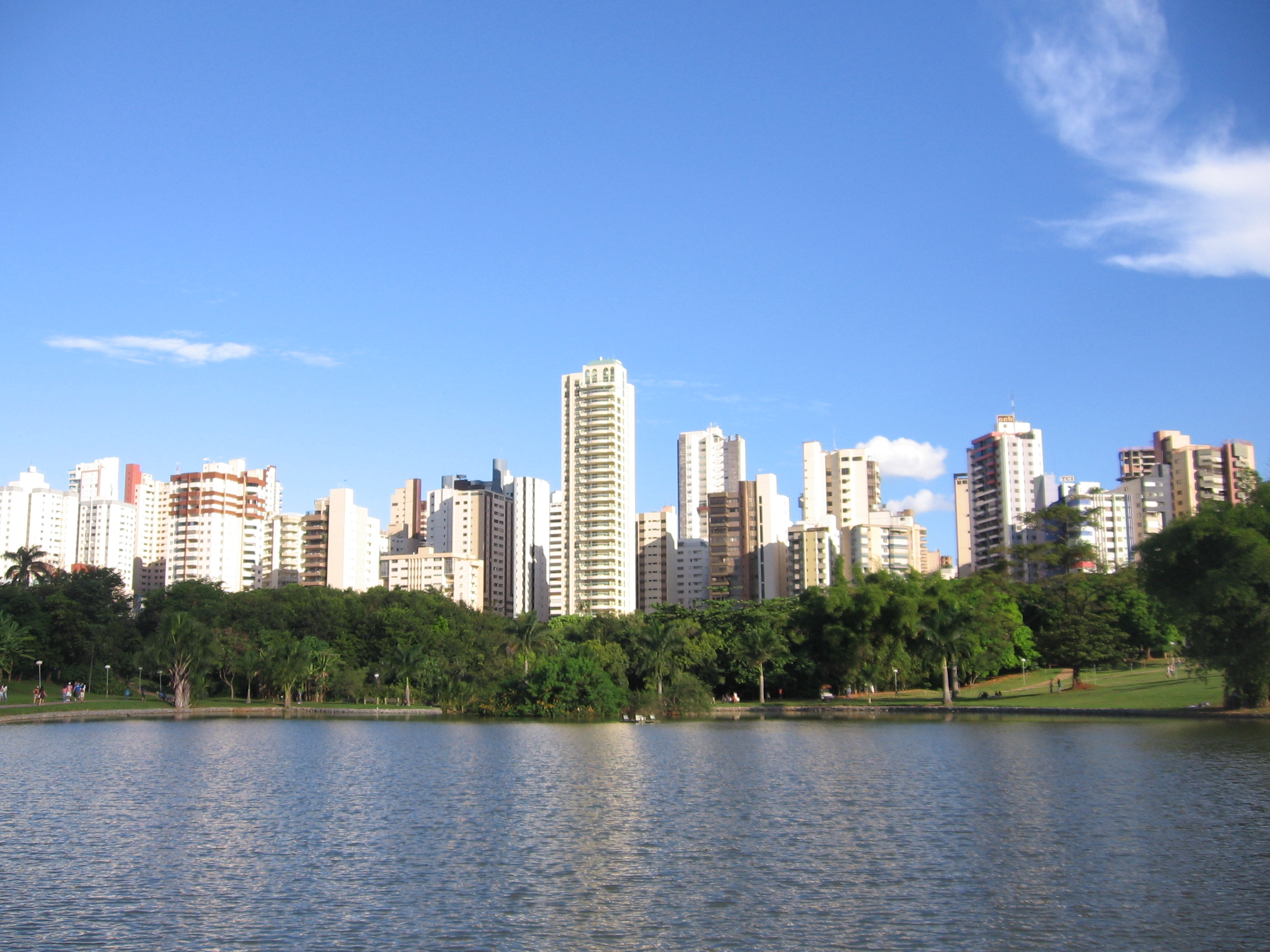
Goiânia

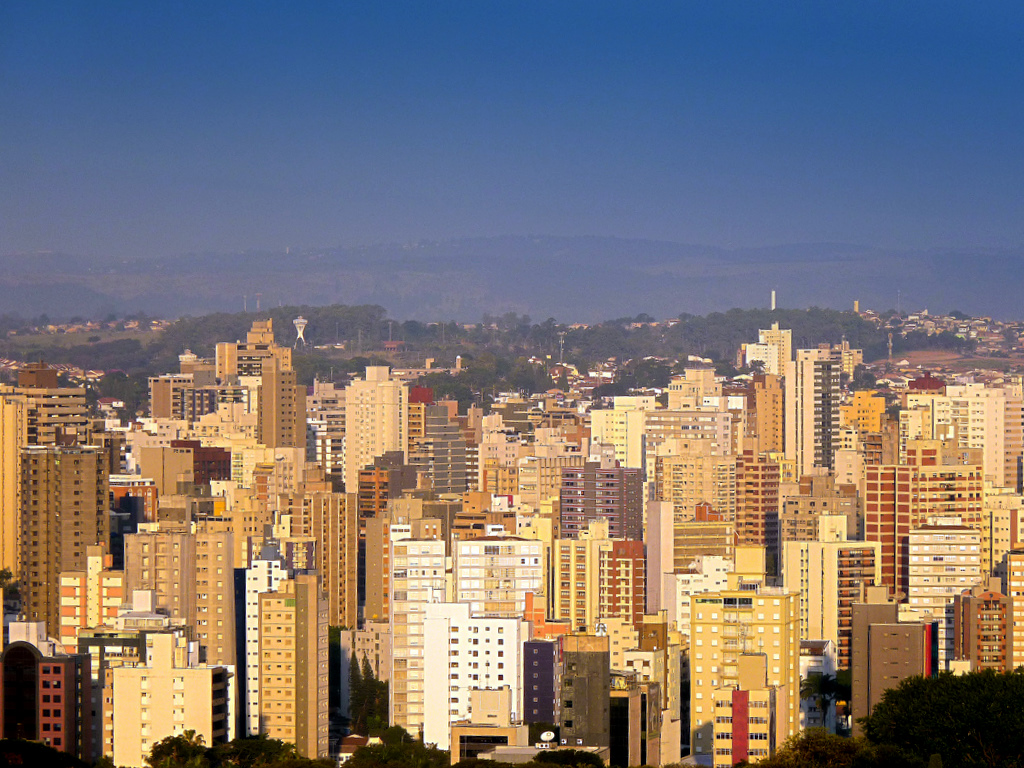
Campinas

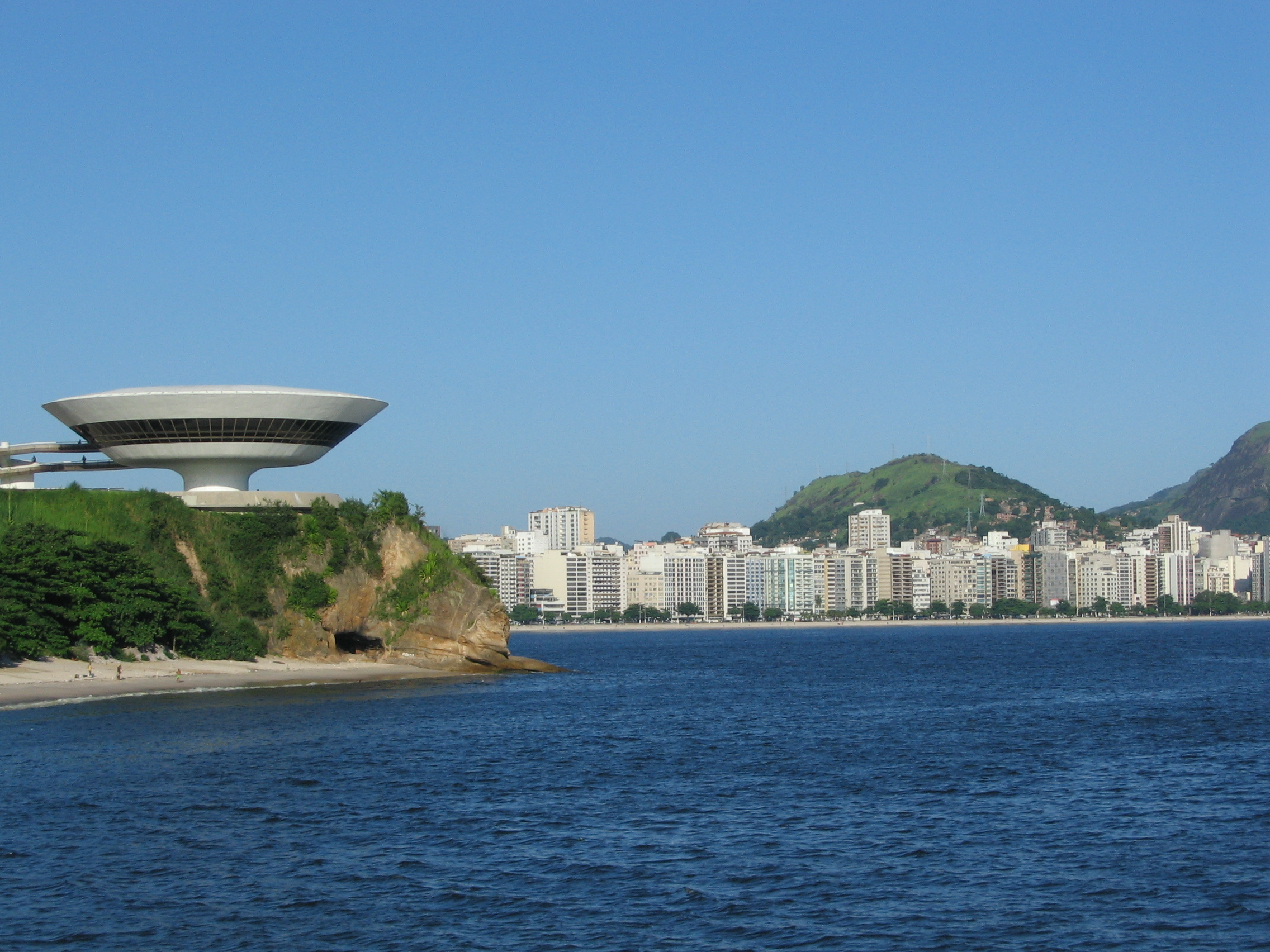
Niterói

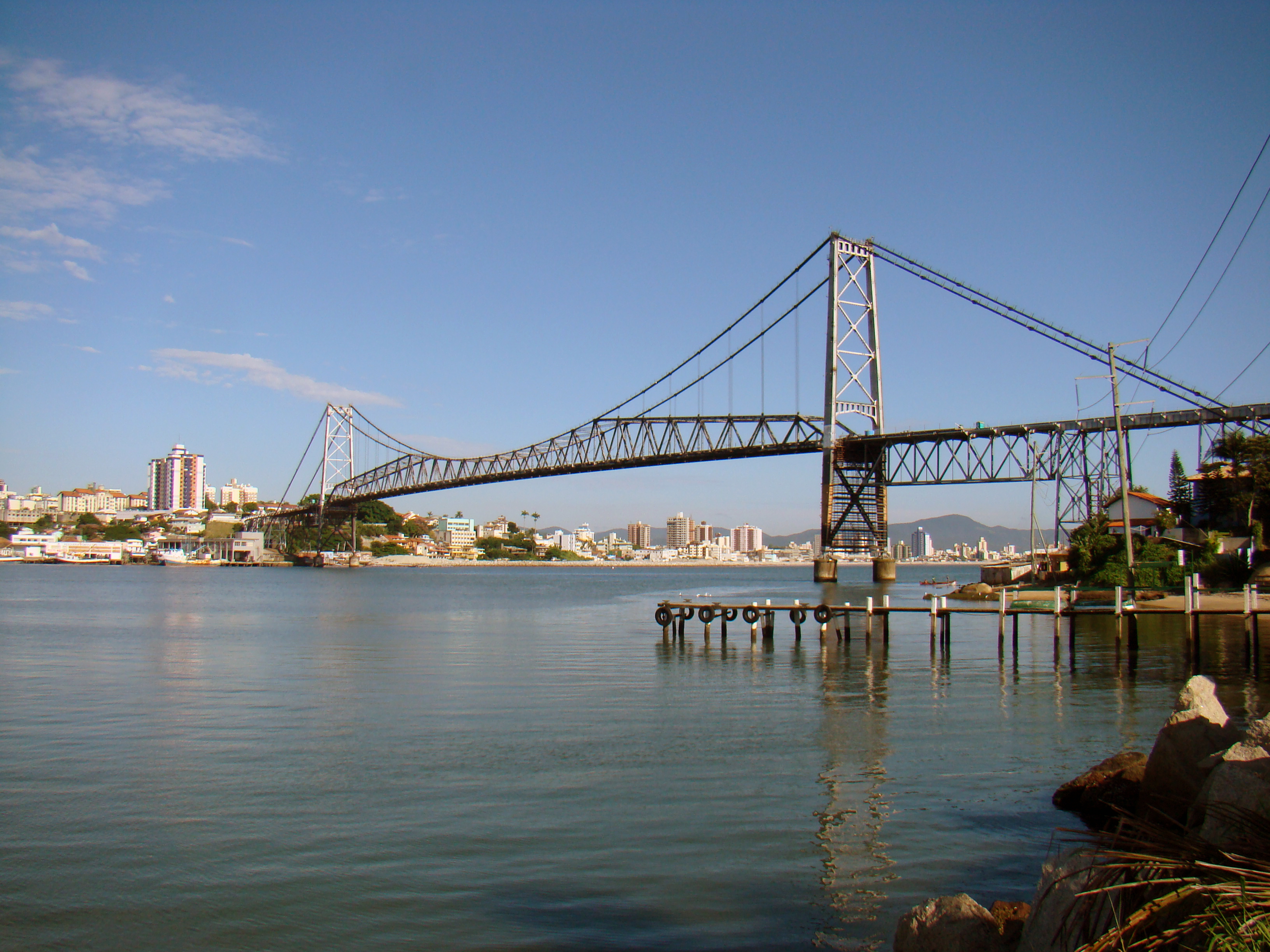
Florianópolis

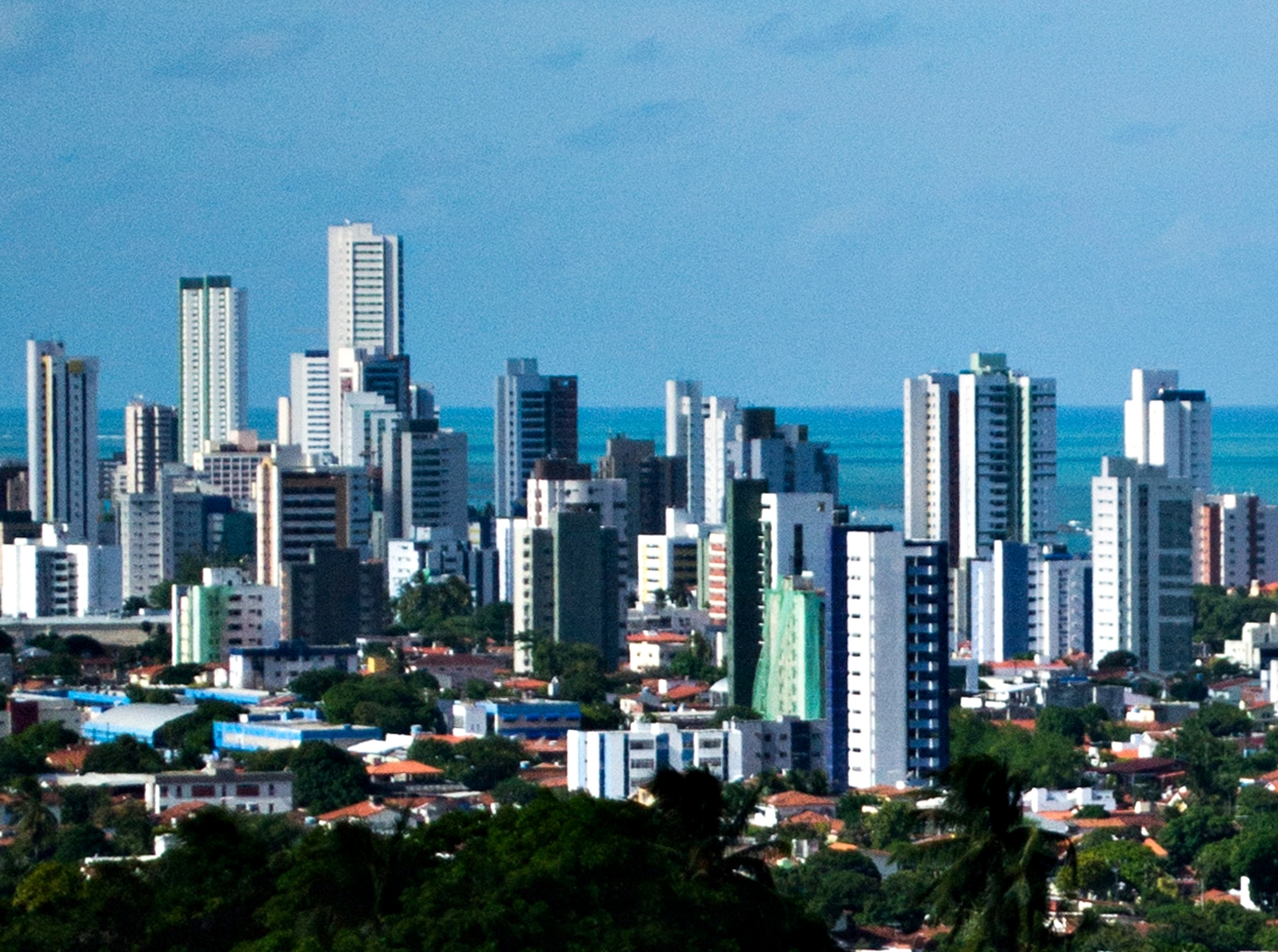
Olinda

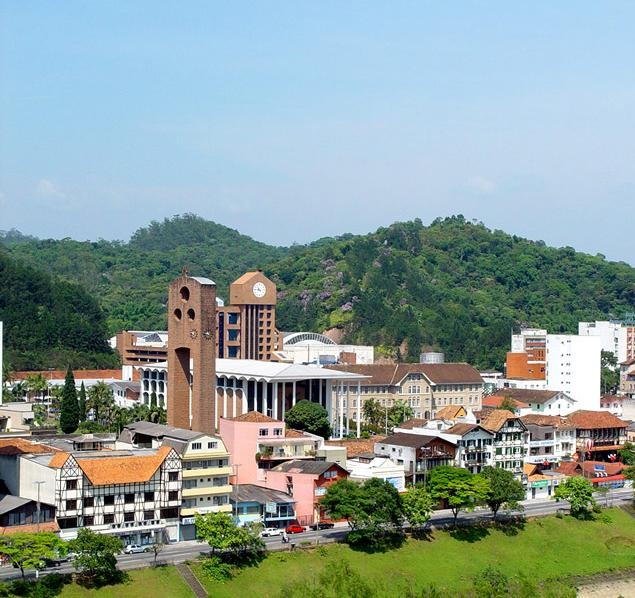
Blumenau

- Brasilia (DF)

## Capitala de Stat
1. Aracaju (SE)
2. Belém do Pará (PA)
3. Belo Horizonte (MG)
4. Boa Vista (RR)
5. Campo Grande (MS)
6. Cuiabá (MT)
7. Curitiba (PR)
8. Florianópolis (SC)
9. Fortaleza (CE)
10. Goiânia (GO)
11. João Pessoa (PB)
12. Macapá (AP)
13. Maceió (AL)
14. Manaus (AM)
15. Natal (RN)
16. Palmas (TO)
17. Porto Alegre (RS)
18. Porto Velho (RO)
19. Recife (PE)
20. Rio Branco (AC)
21. Rio de Janeiro (RJ)
22. Salvador (BA)
23. São Luís (MA)
24. São Paulo (SP)
25. Teresina (PI)
26. Vitória (ES)

## Alte orașe
De remarcat că capitalele statale nu sunt listate aici. Mai sus se află o listă de capitale statale.

### Acre (AC)
1. Acrelândia
2. Assis Brasil
3. Brasiléia
4. Bujari
5. Capixaba
6. Cruzeiro do Sul
7. Epitaciolândia
8. Feijó
9. Jordão
10. Mâncio Lima
11. Manoel Urbano
12. Marechal Thaumaturgo
13. Plácido de Castro
14. Porto Acre
15. Porto Walter
16. Rodrigues Alves
17. Santa Rosa do Purus
18. Sena Madureira
19. Senador Guiomard
20. Tarauacá
21. Xapuri

### Alagoas (AL)
1. Água Branca
2. Anadia
3. Arapiraca
4. Atalaia
5. Barra de Santo Antônio
6. Barra de São Miguel
7. Batalha
8. Belém
9. Belo Monte
10. Boca da Mata
11. Branquinha
12. Cacimbinhas
13. Cajueiro
14. Campestre
15. Campo Alegre
16. Campo Grande
17. Canapi
18. Capela
19. Carneiros
20. Chã Preta
21. Coité do Nóia
22. Colônia Leopoldina
23. Coqueiro Seco
24. Coruripe
25. Craíbas
26. Delmiro Gouveia
27. Dois Riachos
28. Estrela de Alagoas
29. Feira Grande
30. Feliz Deserto
31. Flexeiras
32. Girau do Ponciano
33. Ibateguara
34. Igaci
35. Igreja Nova
36. Inhapi
37. Jacaré dos Homens
38. Jacuípe
39. Japaratinga
40. Jaramataia
41. Joaquim Gomes
42. Jundiá
43. Junqueiro
44. Lagoa da Canoa
45. Limoeiro de Anadia
46. Maceió (capitală)
47. Major Isidoro
48. Mar Vermelho
49. Maragogi
50. Maravilha
51. Marechal Deodoro
52. Maribondo
53. Mata Grande
54. Matriz de Camaragibe
55. Messias
56. Minador do Negrão
57. Monteirópolis
58. Murici
59. Novo Lino
60. Olho d'Água das Flores
61. Olho d'Água do Casado
62. Olho d'Água Grande
63. Olivença
64. Ouro Branco
65. Palestina
66. Palmeira dos Índios
67. Pão de Açúcar
68. Pariconha
69. Paripueira
70. Passo de Camaragibe
71. Paulo Jacinto
72. Penedo
73. Piaçabuçu
74. Pilar
75. Pindoba
76. Piranhas
77. Poço das Trincheiras
78. Porto Calvo
79. Porto de Pedras
80. Porto Real do Colégio
81. Quebrangulo
82. Rio Largo
83. Roteiro
84. Santa Luzia do Norte
85. Santana do Ipanema
86. Santana do Mundaú
87. São Brás
88. São José da Laje
89. São José da Tapera
90. São Luís do Quitunde
91. São Miguel dos Campos
92. São Miguel dos Milagres
93. São Sebastião
94. Satuba
95. Senador Rui Palmeira
96. Tanque d'Arca
97. Taquarana
98. Teotônio Vilela
99. Traipu
100. União dos Palmares
101. Viçosa

### Amapá (AP)
1. Amapá
2. Calçoene
3. Cutias
4. Ferreira Gomes
5. Itaubal
6. Laranjal do Jari
7. Mazagão
8. Oiapoque
9. Pedra Branca do Amaparí
10. Porto Grande
11. Pracuúba
12. Santana
13. Serra do Navio
14. Tartarugalzinho
15. Vitória do Jari

### Amazonas (AM)
1. Alvarães
2. Amaturá
3. Anamã
4. Anori
5. Apuí
6. Atalaia do Norte
7. Autazes
8. Barcelos
9. Barreirinha
10. Benjamin Constant
11. Beruri
12. Boa Vista do Ramos
13. Boca do Acre
14. Borba
15. Caapiranga
16. Canutama
17. Carauari
18. Careiro
19. Careiro da Várzea
20. Coari
21. Codajás
22. Eirunepé
23. Envira
24. Fonte Boa
25. Guajará
26. Humaitá
27. Ipixuna
28. Iranduba
29. Itacoatiara
30. Itamarati
31. Itapiranga
32. Japurá
33. Juruá
34. Jutaí
35. Lábrea
36. Manacapuru
37. Manaquiri
38. Manicoré
39. Maraã
40. Maués
41. Nhamundá
42. Nova Olinda do Norte
43. Novo Airão
44. Novo Aripuanã
45. Parintins
46. Pauini
47. Presidente Figueiredo
48. Rio Preto da Eva
49. Santa Isabel do Rio Negro
50. Santo Antônio do Içá
51. São Gabriel da Cachoeira
52. São Paulo de Olivença
53. São Sebastião do Uatumã
54. Silves
55. Tabatinga
56. Tapauá
57. Tefé
58. Tonantins
59. Uarini
60. Urucará
61. Urucurituba

### Bahia (BA)
1. Abaíra
2. Abaré
3. Acajutiba
4. Adustina
5. Água Fria
6. Aiquara
7. Alagoinhas
8. Alcobaça
9. Almadina
10. Amargosa
11. Amélia Rodrigues
12. América Dourada
13. Anagé
14. Andaraí
15. Andorinha
16. Angical
17. Anguera
18. Antas
19. Antônio Cardoso
20. Antônio Gonçalves
21. Aporá
22. Apuarema
23. Araças
24. Aracatu
25. Araci
26. Aramari
27. Arataca
28. Aratuípe
29. Aurelino Leal
30. Baianópolis
31. Baixa Grande
32. Banzaê
33. Barra
34. Barra da Estiva
35. Barra do Choça
36. Barra do Mendes
37. Barra do Rocha
38. Barreiras
39. Barro Alto
40. Belmonte
41. Belo Campo
42. Biritinga
43. Boa Nova
44. Boa Vista do Tupim
45. Bom Jesus da Lapa
46. Bom Jesus da Serra
47. Boninal
48. Bonito
49. Boquira
50. Botuporã
51. Brejões
52. Brejolândia
53. Brotas de Macaúbas
54. Brumado
55. Buerarema
56. Buritirama
57. Caatiba
58. Cabaceiras do Paraguaçu
59. Cachoeira
60. Caculé
61. Caém
62. Caetanos
63. Caetité
64. Cafarnaum
65. Cairu
66. Caldeirão Grande
67. Camacan
68. Camaçari
69. Camamu
70. Campo Alegre de Lourdes
71. Campo Formoso
72. Canápolis
73. Canarana
74. Canavieiras
75. Candeal
76. Candeias
77. Candiba
78. Cândido Sales
79. Cansanção
80. Canudos
81. Capela do Alto Alegre
82. Capim Grosso
83. Caraíbas
84. Caravelas
85. Cardeal da Silva
86. Carinhanha
87. Casa Nova
88. Castro Alves
89. Catolândia
90. Catu
91. Caturama
92. Central
93. Chorrochó
94. Cícero Dantas
95. Cipó
96. Coaraci
97. Cocos
98. Conceição da Feira
99. Conceição do Almeida
100. Conceição do Coité
101. Conceição do Jacuípe
102. Conde
103. Condeúba
104. Contendas do Sincorá
105. Coração de Maria
106. Cordeiros
107. Coribe
108. Coronel João Sá
109. Correntina
110. Cotegipe
111. Cravolândia
112. Crisópolis
113. Cristópolis
114. Cruz das Almas
115. Curaçá
116. Dário Meira
117. Dias d'Ávila
118. Dom Basílio
119. Dom Macedo Costa
120. Elísio Medrado
121. Encruzilhada
122. Entre Rios
123. Érico Cardoso
124. Esplanada
125. Euclides da Cunha
126. Eunápolis
127. Fátima
128. Feira da Mata
129. Feira de Santana
130. Filadélfia
131. Firmino Alves
132. Floresta Azul
133. Formosa do Rio Preto
134. Gandu
135. Gavião
136. Gentio do Ouro
137. Glória
138. Gongogi
139. Governador Lomanto Júnior
140. Governador Mangabeira
141. Guajeru
142. Guanambi
143. Guaratinga
144. Heliópolis
145. Iaçu
146. Ibiassucê
147. Ibicaraí
148. Ibicoara
149. Ibicuí
150. Ibipeba
151. Ibipitanga
152. Ibiquera
153. Ibirapitanga
154. Ibirapuã
155. Ibirataia
156. Ibitiara
157. Ibititá
158. Ibotirama
159. Ichu
160. Igaporã
161. Igrapiúna
162. Iguaí
163. Ilhéus
164. Inhambupe
165. Ipecaetá
166. Ipiaú
167. Ipirá
168. Ipupiara
169. Irajuba
170. Iramaia
171. Iraquara
172. Irará
173. Irecê
174. Itabela
175. Itaberaba
176. Itabuna
177. Itacaré
178. Itaeté
179. Itagi
180. Itagibá
181. Itagimirim
182. Itaguaçu da Bahia
183. Itaju do Colônia
184. Itajuípe
185. Itamaraju
186. Itamari
187. Itambé
188. Itanagra
189. Itanhém
190. Itaparica
191. Itapé
192. Itapebi
193. Itapetinga
194. Itapicuru
195. Itapitanga
196. Itaquara
197. Itarantim
198. Itatim
199. Itiruçu
200. Itiúba
201. Itororó
202. Ituaçu
203. Ituberá
204. Iuiú
205. Jaborandi
206. Jacaraci
207. Jacobina
208. Jaguaquara
209. Jaguarari
210. Jaguaripe
211. Jandaíra
212. Jequié
213. Jeremoabo
214. Jiquiriçá
215. Jitaúna
216. João Dourado
217. Juazeiro
218. Jucuruçu
219. Jussara
220. Jussari
221. Jussiape
222. Lafaiete Coutinho
223. Lagoa Real
224. Laje
225. Lajedão
226. Lajedinho
227. Lajedo do Tabocal
228. Lamarão
229. Lapão
230. Lauro de Freitas
231. Lençóis
232. Licínio de Almeida
233. Livramento de Nossa Senhora
234. Macajuba
235. Macarani
236. Macaúbas
237. Macururé
238. Madre de Deus
239. Maetinga
240. Maiquinique
241. Mairi
242. Malhada
243. Malhada de Pedras
244. Manoel Vitorino
245. Mansidão
246. Maracás
247. Maragogipe
248. Maraú
249. Marcionílio Souza
250. Mascote
251. Mata de São João
252. Matina
253. Medeiros Neto
254. Miguel Calmon
255. Milagres
256. Mirangaba
257. Mirante
258. Monte Santo
259. Morpará
260. Morro do Chapéu
261. Mortugaba
262. Mucugê
263. Mucuri
264. Mulungu do Morro
265. Mundo Novo
266. Muniz Ferreira
267. Muquém de São Francisco
268. Muritiba
269. Mutuípe
270. Nazaré
271. Nilo Peçanha
272. Nordestina
273. Nova Canaã
274. Nova Fátima
275. Nova Ibiá
276. Nova Itarana
277. Nova Redenção
278. Nova Soure
279. Nova Viçosa
280. Novo Horizonte
281. Novo Triunfo
282. Olindina
283. Oliveira dos Brejinhos
284. Ouriçangas
285. Ourolândia
286. Palmas de Monte Alto
287. Palmeiras
288. Paramirim
289. Paratinga
290. Paripiranga
291. Pau Brasil
292. Paulo Afonso
293. Pé de Serra
294. Pedrão
295. Pedro Alexandre
296. Piatã
297. Pilão Arcado
298. Pindaí
299. Pindobaçu
300. Pintadas
301. Piraí do Norte
302. Piripá
303. Piritiba
304. Planaltino
305. Planalto
306. Poções
307. Pojuca
308. Ponto Novo
309. Porto Seguro
310. Potiraguá
311. Prado
312. Presidente Dutra
313. Presidente Jânio Quadros
314. Presidente Tancredo Neves
315. Queimadas
316. Quijingue
317. Quixabeira
318. Rafael Jambeiro
319. Remanso
320. Retirolândia
321. Riachão das Neves
322. Riachão do Jacuípe
323. Riacho de Santana
324. Ribeira do Amparo
325. Ribeira do Pombal
326. Ribeirão do Largo
327. Rio de Contas
328. Rio do Antônio
329. Rio do Pires
330. Rio Real
331. Rodelas
332. Ruy Barbosa
333. Salinas da Margarida
334. Santa Bárbara
335. Santa Brígida
336. Santa Cruz Cabrália
337. Santa Cruz da Vitória
338. Santa Inês
339. Santa Luzia
340. Santa Maria da Vitória
341. Santa Rita de Cássia
342. Santa Teresinha
343. Santaluz
344. Santana
345. Santanópolis
346. Santo Amaro
347. Santo Antônio de Jesus
348. Santo Estêvão
349. São Desidério
350. São Domingos
351. São Felipe
352. São Félix
353. São Félix do Coribe
354. São Francisco do Conde
355. São Gabriel
356. São Gonçalo dos Campos
357. São José da Vitória
358. São José do Jacuípe
359. São Miguel das Matas
360. São Sebastião do Passé
361. Sapeaçu
362. Sátiro Dias
363. Saubara
364. Saúde
365. Seabra
366. Sebastião Laranjeiras
367. Senhor do Bonfim
368. Sento Sé
369. Serra do Ramalho
370. Serra Dourada
371. Serra Preta
372. Serrinha
373. Serrolândia
374. Simões Filho
375. Sítio do Mato
376. Sítio do Quinto
377. Sobradinho
378. Souto Soares
379. Tabocas do Brejo Velho
380. Tanhaçu
381. Tanque Novo
382. Tanquinho
383. Taperoá (Bahia)
384. Tapiramutá
385. Teixeira de Freitas
386. Teodoro Sampaio
387. Teofilândia
388. Teolândia
389. Terra Nova
390. Tremedal
391. Tucano
392. Uauá
393. Ubaíra
394. Ubaitaba
395. Ubatã
396. Uibaí
397. Umburanas
398. Una
399. Urandi
400. Uruçuca
401. Utinga
402. Valença
403. Valente
404. Várzea da Roça
405. Várzea do Poço
406. Várzea Nova
407. Varzedo
408. Vera Cruz
409. Vereda
410. Vitória da Conquista
411. Wagner
412. Wanderley
413. Wenceslau Guimarães
414. Xique-Xique

### Ceará (CE)
1. Abaiara
2. Acarape
3. Acaraú
4. Acopiara
5. Aiuaba
6. Alcântaras
7. Altaneira
8. Alto Santo
9. Amontada
10. Antonina do Norte
11. Apuiarés
12. Aquiraz
13. Aracati
14. Aracoiaba
15. Ararendá
16. Araripe
17. Aratuba
18. Arneiroz
19. Assaré
20. Aurora
21. Baixio
22. Banabuiú
23. Barbalha
24. Barreira
25. Barro
26. Barroquinha
27. Baturité
28. Beberibe
29. Bela Cruz
30. Boa Viagem
31. Brejo Santo
32. Camocim
33. Campos Sales
34. Canindé
35. Capistrano
36. Caridade
37. Cariré
38. Caririaçú
39. Cariús
40. Carnaubal
41. Cascavel
42. Catarina
43. Catunda
44. Caucaia
45. Cedro
46. Chaval
47. Choró
48. Chorozinho
49. Coreaú
50. Crateús
51. Crato
52. Croatá
53. Cruz
54. Deputado Irapuan Pinheiro
55. Ererê
56. Eusébio
57. Farias Brito
58. Forquilha
59. Fortim
60. Frecheirinha
61. General Sampaio
62. Graça
63. Granja
64. Granjeiro
65. Groaíras
66. Guaiúba
67. Guaraciaba do Norte
68. Guaramiranga
69. Hidrolândia
70. Horizonte
71. Ibaretama
72. Ibiapina
73. Ibicuitinga
74. Icapuí
75. Icó
76. Iguatu
77. Independência
78. Ipaporanga
79. Ipaumirim
80. Ipú
81. Ipueiras
82. Iracema
83. Itaitinga
84. Irauçuba
85. Itaiçaba
86. Itapajé
87. Itapipoca
88. Itapiúna
89. Itarema
90. Itatira
91. Jaguaretama
92. Jaguaribara
93. Jaguaribe
94. Jaguaruana
95. Jardim
96. Jati
97. Jijoca de Jericoacoara
98. Juazeiro do Norte
99. Jucás
100. Lavras da Mangabeira
101. Limoeiro do Norte
102. Madalena
103. Maracanaú
104. Maranguape
105. Marco
106. Martinópole
107. Massapê
108. Mauriti
109. Meruoca
110. Milagres
111. Milhã
112. Miraíma
113. Missão Velha
114. Mucambo
115. Mombaça
116. Monsenhor Tabosa
117. Morada Nova
118. Moraújo
119. Morrinhos
120. Mulungu
121. Nova Olinda
122. Nova Russas
123. Novo Oriente
124. Ocara
125. Orós
126. Pacajús
127. Pacatuba
128. Pacoti
129. Pacujá
130. Palhano
131. Palmácia
132. Paracuru
133. Paraipaba
134. Parambu
135. Paramoti
136. Pedra Branca
137. Penaforte
138. Pentecoste
139. Pereiro
140. Pindoretama
141. Piquet Carneiro
142. Pires Ferreira
143. Poranga
144. Porteiras
145. Potengi
146. Potiretama
147. Quiterianópolis
148. Quixadá
149. Quixelô
150. Quixeramobim
151. Quixeré
152. Redenção
153. Reriutaba
154. Russas
155. Saboeiro
156. Salitre
157. Santa Quitéria
158. Santana do Acaraú
159. Santana do Cariri
160. São Benedito
161. São Gonçalo do Amarante
162. São João do Jaguaribe
163. São Luís do Curu
164. Senador Pompeu
165. Senador Sá
166. Sobral
167. Solonópole
168. Tabuleiro do Norte
169. Tamboril
170. Tarrafas
171. Tauá
172. Tejuçuoca
173. Tianguá
174. Trairi
175. Tururu
176. Ubajara
177. Umari
178. Umirim
179. Uruburetama
180. Uruoca
181. Varjota
182. Várzea Alegre
183. Viçosa do Ceará

### Espírito Santo (ES)
1. Afonso Cláudio
2. Água Doce do Norte
3. Águia Branca
4. Alegre
5. Alfredo Chaves
6. Alto Rio Novo
7. Anchieta
8. Apiacá
9. Aracruz
10. Atilio Vivacqua
11. Baixo Guandu
12. Barra de São Francisco
13. Boa Esperança
14. Bom Jesus do Norte
15. Brejetuba
16. Cachoeiro de Itapemirim
17. Cariacica
18. Castelo
19. Colatina
20. Conceição da Barra
21. Conceição do Castelo
22. Divino de São Lourenço
23. Domingos Martins
24. Dores do Rio Preto
25. Ecoporanga
26. Fundão
27. Guaçuí
28. Guarapari
29. Ibatiba
30. Ibiraçu
31. Ibitirama
32. Iconha
33. Irupi
34. Itaguaçu
35. Itapemirim
36. Itarana
37. Iúna
38. Jaguaré
39. Jerônimo Monteiro
40. João Neiva
41. Laranja da Terra
42. Linhares
43. Mantenópolis
44. Marataízes
45. Marechal Floriano
46. Marilândia
47. Mimoso do Sul
48. Montanha
49. Mucurici
50. Muniz Freire
51. Muqui
52. Nova Venécia
53. Pancas
54. Pedro Canário
55. Pinheiros
56. Piúma
57. Ponto Belo
58. Presidente Kennedy
59. Rio Bananal
60. Rio Novo do Sul
61. Santa Leopoldina
62. Santa Maria de Jetibá
63. Santa Teresa
64. São Domingos do Norte
65. São Gabriel da Palha
66. São José do Calçado
67. São Mateus
68. São Roque do Canaã
69. Serra
70. Sooretama
71. Vargem Alta
72. Venda Nova do Imigrante
73. Viana
74. Vila Pavão
75. Vila Valério
76. Vila Velha

### District Federal (DF)
Constituția braziliană menționează că Districtul Federal nu poate fi împărțit în orașe. În schimb, suprafața este împărțită în regiuni administrative (cunoscute și sub numele de "cidades-satélite" (orașe-satelit), numai Brasilia nu este referită ca un "satelit").
1. Brazlândia
2. Candangolândia
3. Ceilândia
4. Cruzeiro
5. Gama
6. Guará
7. Lago Norte
8. Lago Sul
9. Núcleo Bandeirante
10. Paranoá
11. Planaltina
12. Recanto das Emas
13. Riacho Fundo
14. Samambaia
15. Santa Maria
16. São Sebastião
17. Sobradinho
18. Taguatinga

### Goiás (GO)
1. Abadia de Goiás
2. Abadiânia
3. Acreúna
4. Adelândia
5. Água Fria de Goiás
6. Água Limpa
7. Águas Lindas de Goiás
8. Alexânia
9. Aloândia
10. Alto Horizonte
11. Alto Paraíso de Goiás
12. Alvorada do Norte
13. Amaralina
14. Americano do Brasil
15. Amorinópolis
16. Anápolis
17. Anhanguera
18. Anicuns
19. Aparecida de Goiânia
20. Aparecida do Rio Doce
21. Aporé
22. Araçu
23. Aragarças
24. Aragoiânia
25. Araguapaz
26. Arenópolis
27. Aruanã
28. Aurilândia
29. Avelinópolis
30. Baliza
31. Barro Alto
32. Bela Vista de Goiás
33. Bom Jardim de Goiás
34. Bom Jesus de Goiás
35. Bonfinópolis
36. Bonópolis
37. Brazabrantes
38. Britânia
39. Buriti Alegre
40. Buriti de Goiás
41. Buritinópolis
42. Cabeceiras
43. Cachoeira Alta
44. Cachoeira de Goiás
45. Cachoeira Dourada
46. Caçu
47. Caiapônia
48. Caldas Novas
49. Caldazinha
50. Campestre de Goiás
51. Campinaçu
52. Campinorte
53. Campo Alegre de Goiás
54. Campos Belos
55. Campos Verdes
56. Carmo do Rio Verde
57. Castelândia
58. Catalão
59. Caturaí
60. Cavalcante
61. Ceres
62. Cezarina
63. Chapadão do Céu
64. Cidade Ocidental
65. Cocalzinho de Goiás
66. Colinas do Sul
67. Córrego do Ouro
68. Corumbá de Goiás
69. Corumbaíba
70. Cristalina
71. Cristianópolis
72. Crixás
73. Cromínia
74. Cumari
75. Damianópolis
76. Damolândia
77. Davinópolis
78. Diorama
79. Divinópolis de Goiás
80. Doverlândia
81. Edealina
82. Edéia
83. Estrela do Norte
84. Faina
85. Fazenda Nova
86. Firminópolis
87. Flores de Goiás
88. Formosa
89. Formoso
90. Goianápolis
91. Goiandira
92. Goianésia
93. Goianira
94. Goiás
95. Goiatuba
96. Gouvelândia
97. Guapó
98. Guaraíta
99. Guarani de Goiás
100. Guarinos
101. Heitoraí
102. Hidrolândia
103. Hidrolina
104. Iaciara
105. Inaciolândia
106. Indiara
107. Inhumas
108. Ipameri
109. Iporá
110. Israelândia
111. Itaberaí
112. Itaguari
113. Itaguaru
114. Itajá
115. Itapaci
116. Itapirapuã
117. Itapuranga
118. Itarumã
119. Itauçu
120. Itumbiara
121. Ivolândia
122. Jandaia
123. Jaraguá
124. Jataí
125. Jaupaci
126. Jesúpolis
127. Joviânia
128. Jussara
129. Leopoldo de Bulhões
130. Luziânia
131. Mairipotaba
132. Mambaí
133. Mara Rosa
134. Marzagão
135. Matrinchã
136. Maurilândia
137. Mimoso de Goiás
138. Minaçu
139. Mineiros
140. Moiporá
141. Monte Alegre de Goiás
142. Montes Claros de Goiás
143. Montividiu
144. Montividiu do Norte
145. Morrinhos
146. Morro Agudo de Goiás
147. Mossâmedes
148. Mozarlândia
149. Mundo Novo
150. Mutunópolis
151. Nazário
152. Nerópolis
153. Niquelândia
154. Nova América
155. Nova Aurora
156. Nova Crixás
157. Nova Glória
158. Nova Iguaçu de Goiás
159. Nova Roma
160. Nova Veneza
161. Novo Brasil
162. Novo Gama
163. Novo Planalto
164. Orizona
165. Ouro Verde de Goiás
166. Ouvidor
167. Padre Bernardo
168. Palestina de Goiás
169. Palmeiras de Goiás
170. Palmelo
171. Palminópolis
172. Panamá
173. Paranaiguara
174. Paraúna
175. Perolândia
176. Petrolina de Goiás
177. Pilar de Goiás
178. Piracanjuba
179. Piranhas
180. Pirenópolis
181. Pires do Rio
182. Planaltina
183. Pontalina
184. Porangatu
185. Porteirão
186. Portelândia
187. Posse
188. Professor Jamil
189. Quirinópolis
190. Rialma
191. Rianápolis
192. Rio Quente
193. Rio Verde
194. Rubiataba
195. Sanclerlândia
196. Santa Bárbara de Goiás
197. Santa Cruz de Goiás
198. Santa Fé de Goiás
199. Santa Helena de Goiás
200. Santa Isabel
201. Santa Rita do Araguaia
202. Santa Rita do Novo Destino
203. Santa Rosa de Goiás
204. Santa Tereza de Goiás
205. Santa Terezinha de Goiás
206. Santo Antônio da Barra
207. Santo Antônio de Goiás
208. Santo Antônio do Descoberto
209. São Domingos
210. São Francisco de Goiás
211. São João d’Aliança
212. São João da Paraúna
213. São Luís de Montes Belos
214. São Luíz do Norte
215. São Miguel do Araguaia
216. São Miguel do Passa Quatro
217. São Patrício
218. São Simão
219. Senador Canedo
220. Serranópolis
221. Silvânia
222. Simolândia
223. Sítio d’Abadia
224. Taquaral de Goiás
225. Teresina de Goiás
226. Terezópolis de Goiás
227. Três Ranchos
228. Trindade
229. Trombas
230. Turvânia
231. Turvelândia
232. Uirapuru
233. Uruaçu
234. Uruana
235. Urutaí
236. Valparaíso de Goiás
237. Varjão
238. Vianópolis
239. Vicentinópolis
240. Vila Boa
241. Vila Propício

### Maranhão (MA)
1. Açailândia
2. Afonso Cunha
3. Água Doce do Maranhão
4. Alcântara
5. Aldeias Altas
6. Altamira do Maranhão
7. Alto Alegre do Maranhão
8. Alto Alegre do Pindaré
9. Alto Parnaíba
10. Amapá do Maranhão
11. Amarante do Maranhão
12. Anajatuba
13. Anapurus
14. Apicum-Açu
15. Araguanã
16. Araioses
17. Arame
18. Arari
19. Axixá
20. Bacabal
21. Bacabeira
22. Bacuri
23. Bacurituba
24. Balsas
25. Barão de Grajaú
26. Barra do Corda
27. Barreirinhas
28. Bela Vista do Maranhão
29. Belágua
30. Benedito Leite
31. Bequimão
32. Bernardo do Mearim
33. Boa Vista do Gurupi
34. Bom Jardim
35. Bom Jesus das Selvas
36. Bom Lugar
37. Brejo
38. Brejo de Areia
39. Buriti
40. Buriti Bravo
41. Buriticupu
42. Buritirana
43. Cachoeira Grande
44. Cajapió
45. Cajari
46. Campestre do Maranhão
47. Cândido Mendes
48. Cantanhede
49. Capinzal do Norte
50. Carolina
51. Carutapera
52. Caxias
53. Cedral
54. Central do Maranhão
55. Centro do Guilherme
56. Centro Novo do Maranhão
57. Chapadinha
58. Cidelândia
59. Codó
60. Coelho Neto
61. Colinas
62. Conceição do Lago-Açu
63. Coroatá
64. Cururupu
65. Davinópolis
66. Dom Pedro
67. Duque Bacelar
68. Esperantinópolis
69. Estreito
70. Feira Nova do Maranhão
71. Fernando Falcão
72. Formosa da Serra Negra
73. Fortaleza dos Nogueiras
74. Fortuna
75. Godofredo Viana
76. Gonçalves Dias
77. Governador Archer
78. Governador Edison Lobão
79. Governador Eugênio Barros
80. Governador Luiz Rocha
81. Governador Newton Bello
82. Governador Nunes Freire
83. Graça Aranha
84. Grajaú
85. Guimarães
86. Humberto de Campos
87. Icatu
88. Igarapé do Meio
89. Igarapé Grande
90. Imperatriz
91. Itaipava do Grajaú
92. Itapecuru Mirim
93. Itinga do Maranhão
94. Jatobá
95. Jenipapo dos Vieiras
96. João Lisboa
97. Joselândia
98. Junco do Maranhão
99. Lago da Pedra
100. Lago do Junco
101. Lago dos Rodrigues
102. Lago Verde
103. Lagoa do Mato
104. Lagoa Grande do Maranhão
105. Lajeado Novo
106. Lima Campos
107. Loreto
108. Luís Domingues
109. Magalhães de Almeida
110. Maracaçumé
111. Marajá do Sena
112. Maranhãozinho
113. Mata Roma
114. Matinha
115. Matões
116. Matões do Norte
117. Milagres do Maranhão
118. Mirador
119. Miranda do Norte
120. Mirinzal
121. Monção
122. Montes Altos
123. Morros
124. Nina Rodrigues
125. Nova Colinas
126. Nova Iorque
127. Nova Olinda do Maranhão
128. Olho d'Água das Cunhãs
129. Olinda Nova do Maranhão
130. Paço do Lumiar
131. Palmeirândia
132. Paraibano
133. Parnarama
134. Passagem Franca
135. Pastos Bons
136. Paulino Neves
137. Paulo Ramos
138. Pedreiras
139. Pedro do Rosário
140. Penalva
141. Peri Mirim
142. Peritoró
143. Pindaré-Mirim
144. Pinheiro
145. Pio XII
146. Pirapemas
147. Poção de Pedras
148. Porto Franco
149. Porto Rico do Maranhão
150. Presidente Dutra
151. Presidente Juscelino
152. Presidente Médici
153. Presidente Sarney
154. Presidente Vargas
155. Primeira Cruz
156. Raposa
157. Riachão
158. Ribamar Fiquene
159. Rosário
160. Sambaíba
161. Santa Filomena do Maranhão
162. Santa Helena
163. Santa Inês
164. Santa Luzia
165. Santa Luzia do Paruá
166. Santa Quitéria do Maranhão
167. Santa Rita
168. Santana do Maranhão
169. Santo Amaro do Maranhão
170. Santo Antônio dos Lopes
171. São Benedito do Rio Preto
172. São Bento
173. São Bernardo
174. São Domingos do Azeitão
175. São Domingos do Maranhão
176. São Félix de Balsas
177. São Francisco do Brejão
178. São Francisco do Maranhão
179. São João Batista
180. São João do Carú
181. São João do Paraíso
182. São João do Soter
183. São João dos Patos
184. São José de Ribamar
185. São José dos Basílios
186. São Luís Gonzaga do Maranhão
187. São Mateus do Maranhão
188. São Pedro da Água Branca
189. São Pedro dos Crentes
190. São Raimundo das Mangabeiras
191. São Raimundo do Doca Bezerra
192. São Roberto
193. São Vicente Ferrer
194. Satubinha
195. Senador Alexandre Costa
196. Senador La Rocque
197. Serrano do Maranhão
198. Sítio Novo
199. Sucupira do Norte
200. Sucupira do Riachão
201. Tasso Fragoso
202. Timbiras
203. Timon
204. Trizidela do Vale
205. Tufilândia
206. Tuntum
207. Turiaçu
208. Turilândia
209. Tutóia
210. Urbano Santos
211. Vargem Grande
212. Viana
213. Vila Nova dos Martírios
214. Vitória do Mearim
215. Vitorino Freire
216. Zé Doca

### Mato Grosso (MT)
1. Acorizal
2. Água Boa
3. Alta Floresta
4. Alto Araguaia
5. Alto Boa Vista
6. Alto Garças
7. Alto Paraguai
8. Alto Taquari
9. Apiacás
10. Araguaiana
11. Araguainha
12. Araputanga
13. Arenápolis
14. Aripuanã
15. Barão de Melgaço
16. Barra do Bugres
17. Barra do Garças
18. Bom Jesus do Araguaia
19. Brasnorte
20. Cáceres
21. Campinápolis
22. Campo Novo do Parecis
23. Campo Verde
24. Campos de Júlio
25. Canabrava do Norte
26. Canarana
27. Carlinda
28. Castanheira
29. Chapada dos Guimarães
30. Cláudia
31. Cocalinho
32. Colíder
33. Colniza
34. Comodoro
35. Confresa
36. Conquista d’Oeste
37. Cotriguaçu
38. Curvelândia
39. Denise
40. Diamantino
41. Dom Aquino
42. Feliz Natal
43. Figueirópolis d’Oeste
44. Gaúcha do Norte
45. General Carneiro
46. Glória d’Oeste
47. Guarantã do Norte
48. Guiratinga
49. Indiavaí
50. Itaúba
51. Itiquira
52. Jaciara
53. Jangada
54. Jauru
55. Juara
56. Juína
57. Juruena
58. Juscimeira
59. Lambari d’Oeste
60. Lucas do Rio Verde
61. Luciára
62. Marcelândia
63. Matupá
64. Mirassol d’Oeste
65. Nobres
66. Nortelândia
67. Nossa Senhora do Livramento
68. Nova Bandeirantes
69. Nova Brasilândia
70. Nova Canaã do Norte
71. Nova Guarita
72. Nova Lacerda
73. Nova Marilândia
74. Nova Maringá
75. Nova Monte Verde
76. Nova Mutum
77. Nova Nazaré
78. Nova Olímpia
79. Nova Santa Helena
80. Nova Ubiratã
81. Nova Xavantina
82. Novo Horizonte do Norte
83. Novo Mundo
84. Novo Santo Antônio
85. Novo São Joaquim
86. Paranaíta
87. Paranatinga
88. Pedra Preta
89. Peixoto de Azevedo
90. Planalto da Serra
91. Poconé
92. Pontal do Araguaia
93. Ponte Branca
94. Pontes e Lacerda
95. Porto Alegre do Norte
96. Porto dos Gaúchos
97. Porto Esperidião
98. Porto Estrela
99. Poxoréo
100. Primavera do Leste
101. Querência
102. Reserva do Cabaçal
103. Ribeirão Cascalheira
104. Ribeirãozinho
105. Rio Branco
106. Rondolândia
107. Rondonópolis
108. Rosário Oeste
109. Salto do Céu
110. Santa Carmem
111. Santa Cruz do Xingu
112. Santa Rita do Trivelato
113. Santa Terezinha
114. Santo Afonso
115. Santo Antônio do Leste
116. Santo Antônio do Leverger
117. São Félix do Araguaia
118. São José do Povo
119. São José do Rio Claro
120. São José do Xingu
121. São José dos Quatro Marcos
122. São Pedro da Cipa
123. Sapezal
124. Serra Nova Dourada
125. Sinop
126. Sorriso
127. Tabaporã
128. Tangará da Serra
129. Tapurah
130. Terra Nova do Norte
131. Tesouro
132. Torixoréu
133. União do Sul
134. Vale de São Domingos
135. Várzea Grande
136. Vera
137. Vila Bela da Santíssima Trindade
138. Vila Rica

1. Água Clara
2. Alcinópolis
3. Amambaí
4. Anastácio
5. Anaurilândia
6. Angélica
7. Antônio João
8. Aparecida do Taboado
9. Aquidauana
10. Aral Moreira
11. Bandeirantes
12. Bataguaçu
13. Bataiporã
14. Bela Vista
15. Bodoquena
16. Bonito
17. Brasilândia
18. Caarapó
19. Camapuã
20. Caracol
21. Cassilândia
22. Chapadão do Sul
23. Corguinho
24. Coronel Sapucaia
25. Corumbá
26. Costa Rica
27. Coxim
28. Deodápolis
29. Dois Irmãos do Buriti
30. Douradina
31. Dourados
32. Eldorado
33. Fátima do Sul
34. Figueirão
35. Glória de Dourados
36. Guia Lopes da Laguna
37. Iguatemi
38. Inocência
39. Itaporã
40. Itaquiraí
41. Ivinhema
42. Japorã
43. Jaraguari
44. Jardim
45. Jateí
46. Juti
47. Ladário
48. Laguna Carapã
49. Maracaju
50. Miranda
51. Mundo Novo
52. Naviraí
53. Nioaque
54. Nova Alvorada do Sul
55. Nova Andradina
56. Novo Horizonte do Sul
57. Paranaíba
58. Paranhos
59. Pedro Gomes
60. Ponta Porã
61. Porto Murtinho
62. Ribas do Rio Pardo
63. Rio Brilhante
64. Rio Negro
65. Rio Verde de Mato Grosso
66. Rochedo
67. Santa Rita do Pardo
68. São Gabriel do Oeste
69. Selvíria
70. Sete Quedas
71. Sidrolândia
72. Sonora
73. Tacuru
74. Taquarussu
75. Terenos
76. Três Lagoas
77. Vicentina

### Minas Gerais (MG)
1. Abadia dos Dourados
2. Abaeté
3. Abre Campo
4. Acaiaca
5. Açucena
6. Água Boa
7. Água Comprida
8. Aguanil
9. Águas Formosas
10. Águas Vermelhas
11. Aimorés
12. Aiuruoca
13. Alagoa
14. Albertina
15. Além Paraiba
16. Alfenas
17. Alfredo Vasconcelos
18. Almenara
19. Alpercata
20. Alpinópolis
21. Alterosa
22. Alto Caparaó
23. Alto Jequitibá
24. Alto Rio Doce
25. Alvarenga
26. Alvinópolis
27. Alvorada de Minas
28. Amparo do Serra
29. Andradas
30. Andrelândia
31. Angelândia
32. Antônio Carlos
33. Antônio Dias
34. Antônio Prado de Minas
35. Araçaí
36. Aracitaba
37. Araçuaí
38. Araguari
39. Arantina
40. Araponga
41. Araporã
42. Arapuá
43. Araújos
44. Araxá
45. Arceburgo
46. Arcos
47. Areado
48. Argirita
49. Aricanduva
50. Arinos
51. Astolfo Dutra
52. Ataléia
53. Augusto de Lima
54. Baependi
55. Baldim
56. Bambuí
57. Bandeira do Sul
58. Bandeira
59. Barão de Cocais
60. Barão de Monte Alto
61. Barbacena
62. Barra Longa
63. Barroso
64. Bela Vista de Minas
65. Belmiro Braga
66. Belo Oriente
67. Belo Vale
68. Berilo
69. Berizal
70. Bertópolis
71. Betim
72. Bias Fortes
73. Bicas
74. Biquinhas
75. Boa Esperança
76. Bocaina de Minas
77. Bocaiúva
78. Bom Despacho
79. Bom Jardim de Minas
80. Bom Jesus da Penha
81. Bom Jesus do Amparo
82. Bom Jesus do Galho
83. Bom Repouso
84. Bom Sucesso
85. Bonfim
86. Bonfinópolis de Minas
87. Bonito de Minas
88. Borda da Mata
89. Botelhos
90. Botumirim
91. Brás Pires
92. Brasilândia de Minas
93. Brasília de Minas
94. Brasópolis
95. Braúnas
96. Brumadinho
97. Bueno Brandão
98. Buenópolis
99. Bugre
100. Buritis
101. Buritizeiro
102. Cabeceira Grande
103. Cabo Verde
104. Cachoeira da Prata
105. Cachoeira de Minas
106. Cachoeira de Pajeu
107. Cachoeira Dourada
108. Caetanópolis
109. Caeté
110. Caiana
111. Cajuri
112. Caldas
113. Camacho
114. Camanducaia
115. Cambuí
116. Cambuquira
117. Campanário
118. Campanha
119. Campestre
120. Campina Verde
121. Campo Azul
122. Campo Belo
123. Campo Florido
124. Campo do Meio
125. Campos Altos
126. Campos Gerais
127. Cana Verde
128. Canaã
129. Canápolis
130. Candeias
131. Cantagalo
132. Caparaó
133. Capela Nova
134. Capelinha
135. Capetinga
136. Capim Branco
137. Capinópolis
138. Capitão Andrade
139. Capitão Enéas
140. Capitólio
141. Caputira
142. Caraí
143. Caranaíba
144. Carandaí
145. Carangola
146. Caratinga
147. Carbonita
148. Careaçu
149. Carlos Chagas
150. Carmésia
151. Carmo da Cachoeira
152. Carmo da Mata
153. Carmo de Minas
154. Carmo do Cajuru
155. Carmo do Paranaiba
156. Carmo do Rio Claro
157. Carmópolis de Minas
158. Carneirinho
159. Carrancas
160. Carvalhópolis
161. Carvalhos
162. Casa Grande
163. Cascalho Rico
164. Cássia
165. Cataguases
166. Catas Altas
167. Catas Altas da Noruega
168. Catuji
169. Catuti
170. Caxambu
171. Cedro do Abaeté
172. Central de Minas
173. Centralina
174. Chácara
175. Chale
176. Chapada do Norte
177. Chapada Gaúcha
178. Chiador
179. Cipotânea
180. Claraval
181. Claro dos Poções
182. Cláudio
183. Coimbra
184. Coluna
185. Comendador Gomes
186. Comercinho
187. Conceição da Aparecida
188. Conceição da Barra de Minas
189. Conceição das Alagoas
190. Conceição das Pedras
191. Conceição de Ipanema
192. Conceição do Mato Dentro
193. Conceição do Para
194. Conceição do Rio Verde
195. Conceição dos Ouros
196. Cônego Marinho
197. Confins
198. Congonhal
199. Congonhas
200. Congonhas do Norte
201. Conquista
202. Conselheiro Lafaiete
203. Conselheiro Pena
204. Consolação
205. Contagem
206. Coqueiral
207. Coração de Jesus
208. Cordisburgo
209. Cordislândia
210. Corinto
211. Coroaci
212. Coromandel
213. Coronel Fabriciano
214. Coronel Murta
215. Coronel Pacheco
216. Coronel Xavier Chaves
217. Córrego Danta
218. Córrego do Bom Jesus
219. Córrego Fundo
220. Córrego Novo
221. Couto de Magalhaes de Minas
222. Crisólita
223. Cristais
224. Cristália
225. Cristiano Otoni
226. Cristina
227. Crucilândia
228. Cruzeiro da Fortaleza
229. Cruzília
230. Cuparaque
231. Curral de Dentro
232. Curvelo
233. Datas
234. Delfim Moreira
235. Delfinópolis
236. Delta
237. Descoberto
238. Desterro de Entre Rios
239. Desterro do Melo
240. Diamantina
241. Diogo de Vasconcelos
242. Dionísio
243. Divinésia
244. Divino das Laranjeiras
245. Divino
246. Divinolandia de Minas
247. Divinópolis
248. Divisa Alegre
249. Divisa Nova
250. Divisópolis
251. Dom Bosco
252. Dom Cavati
253. Dom Joaquim
254. Dom Silvério
255. Dom Viçoso
256. Dona Eusébia
257. Dores de Campos
258. Dores de Guanhães
259. Dores do Indaiá
260. Dores do Turvo
261. Doresópolis
262. Douradoquara
263. Durande
264. Elói Mendes
265. Engenheiro Caldas
266. Engenheiro Navarro
267. Entre Folhas
268. Entre Rios de Minas
269. Ervália
270. Esmeraldas
271. Espera Feliz
272. Espinosa
273. Espírito Santo do Dourado
274. Estiva
275. Estrela Dalva
276. Estrela do Indaiá
277. Estrela do Sul
278. Eugenópolis
279. Ewbank da Câmara
280. Extrema
281. Fama
282. Faria Lemos
283. Felício dos Santos
284. Felisburgo
285. Felixlândia
286. Fernandes Tourinho
287. Ferros
288. Fervedouro
289. Florestal
290. Formiga
291. Formoso
292. Fortaleza de Minas
293. Fortuna de Minas
294. Francisco Badaró
295. Francisco Dumont
296. Francisco Sá
297. Franciscópolis
298. Frei Gaspar
299. Frei Inocêncio
300. Frei Lagonegro
301. Fronteira dos Vales
302. Fronteira
303. Fruta de Leite
304. Frutal
305. Funilândia
306. Galiléia
307. Gameleiras
308. Glaucilândia
309. Goiabeira
310. Goianá
311. Gonçalves
312. Gonzaga
313. Gouveia
314. Governador Valadares
315. Grão Mogol
316. Grupiara
317. Guanhães
318. Guapé
319. Guaraciaba
320. Guaraciama
321. Guaranesia
322. Guarani
323. Guarará
324. Guarda-Mor
325. Guaxupé
326. Guidoval
327. Guimarania
328. Guiricema
329. Gurinhatã
330. Heliodora
331. Iapu
332. Ibertioga
333. Ibiá
334. Ibiaí
335. Ibiracatu
336. Ibiraci
337. Ibirité
338. Ibitiúra de Minas
339. Ibituruna
340. Icaraí de Minas
341. Igarapé
342. Igaratinga
343. Iguatama
344. Ijaci
345. Ilicínea
346. Imbé de Minas
347. Inconfidentes
348. Indaiabira
349. Indianópolis
350. Ingaí
351. Inhapim
352. Inhaúma
353. Inimutaba
354. Ipaba
355. Ipanema
356. Ipatinga
357. Ipiaçu
358. Ipuiúna
359. Iraí de Minas
360. Itabira
361. Itabirinha de Mantena
362. Itabirito
363. Itacambira
364. Itacarambi
365. Itaguara
366. Itaipé
367. Itajubá
368. Itamarandiba
369. Itamarati de Minas
370. Itambacuri
371. Itambé do Mato Dentro
372. Itamogi
373. Itamonte
374. Itanhandu
375. Itanhomi
376. Itaobim
377. Itapagipe
378. Itapecerica
379. Itapeva
380. Itatiaiuçu
381. Itaú de Minas
382. Itaúna
383. Itaverava
384. Itinga
385. Itueta
386. Ituiutaba
387. Itumirim
388. Iturama
389. Itutinga
390. Jaboticatubas
391. Jacinto
392. Jacuí
393. Jacutinga
394. Jaguaraçu
395. Jaíba
396. Jampruca
397. Janaúba
398. Januária
399. Japaraíba
400. Japonvar
401. Jeceaba
402. Jenipapo de Minas
403. Jequeri
404. Jequitaí
405. Jequitibá
406. Jequitinhonha
407. Jesuânia
408. Joaíma
409. Joanésia
410. João Monlevade
411. João Pinheiro
412. Joaquim Felício
413. Jordânia
414. José Gonçalves de Minas
415. José Raydan
416. Josenópolis
417. Juatuba
418. Juiz de Fora
419. Juramento
420. Juruaia
421. Juvenília
422. Ladainha
423. Lagamar
424. Lagoa da Prata
425. Lagoa dos Patos
426. Lagoa Dourada
427. Lagoa Formosa
428. Lagoa Grande
429. Lagoa Santa
430. Lajinha
431. Lambari
432. Lamim
433. Laranjal
434. Lassance
435. Lavras
436. Leandro Ferreira
437. Leme do Prado
438. Leopoldina
439. Liberdade
440. Lima Duarte
441. Limeira do Oeste
442. Lontra
443. Luisburgo
444. Luislândia
445. Luminárias
446. Luz
447. Machacalis
448. Machado
449. Madre de Deus de Minas
450. Malacacheta
451. Mamonas
452. Manga
453. Manhuaçu
454. Manhumirim
455. Mantena
456. Mar de Espanha
457. Maravilhas
458. Maria da Fé
459. Mariana
460. Marilac
461. Mário Campos
462. Maripá de Minas
463. Marliéria
464. Marmelópolis
465. Martinho Campos
466. Martins Soares
467. Mata Verde
468. Materlândia
469. Mateus Leme
470. Mathias Lobato
471. Matias Barbosa
472. Matias Cardoso
473. Matipó
474. Mato Verde
475. Matozinhos
476. Matutina
477. Medeiros
478. Medina
479. Mendes Pimentel
480. Mercês
481. Mesquita
482. Minas Novas
483. Minduri
484. Mirabela
485. Miradouro
486. Miraí
487. Miravânia
488. Moeda
489. Moema
490. Monjolos
491. Monsenhor Paulo
492. Montalvânia
493. Monte Alegre de Minas
494. Monte Azul
495. Monte Belo
496. Monte Carmelo
497. Monte Formoso
498. Monte Santo de Minas
499. Monte Sião
500. Montes Claros
501. Montezuma
502. Morada Nova de Minas
503. Morro da Garça
504. Morro do Pilar
505. Munhoz
506. Muriaé
507. Mutum
508. Muzambinho
509. Nacip Raydan
510. Nanuque
511. Naque
512. Natalândia
513. Natércia
514. Nazareno
515. Nepomuceno
516. Ninheira
517. Nova Belém
518. Nova Era
519. Nova Lima
520. Nova Módica
521. Nova Ponte
522. Nova Porteirinha
523. Nova Resende
524. Nova Serrana
525. Nova União
526. Novo Cruzeiro
527. Novo Oriente de Minas
528. Novorizonte
529. Olaria
530. Olhos-d'Água
531. Olímpio Noronha
532. Oliveira
533. Oliveira Fortes
534. Onça de Pitangui
535. Oratórios
536. Orizânia
537. Ouro Branco
538. Ouro Fino
539. Ouro Preto
540. Ouro Verde de Minas
541. Padre Carvalho
542. Padre Paraíso
543. Pai Pedro
544. Paineiras
545. Pains
546. Paiva
547. Palma
548. Palmópolis
549. Papagaios
550. Pará de Minas
551. Paracatu
552. Paraguaçu
553. Paraisópolis
554. Paraopeba
555. Passa Quatro
556. Passa Tempo
557. Passa-Vinte
558. Passabém
559. Passos
560. Patis
561. Patos de Minas
562. Patrocínio
563. Patrocínio do Muriaé
564. Paula Cândido
565. Paulistas
566. Pavão
567. Peçanha
568. Pedra Azul
569. Pedra Bonita
570. Pedra do Anta
571. Pedra do Indaiá
572. Pedra Dourada
573. Pedralva
574. Pedras de Maria da Cruz
575. Pedrinópolis
576. Pedro Leopoldo
577. Pedro Teixeira
578. Pequeri
579. Pequi
580. Perdigão
581. Perdizes
582. Perdões
583. Periquito
584. Pescador
585. Piau
586. Piedade de Caratinga
587. Piedade de Ponte Nova
588. Piedade do Rio Grande
589. Piedade dos Gerais
590. Pimenta
591. Pingo d'Água
592. Pintópolis
593. Piracema
594. Pirajuba
595. Piranga
596. Piranguçu
597. Piranguinho
598. Pirapetinga
599. Pirapora
600. Piraúba
601. Pitangui
602. Piumhi
603. Planura
604. Poço Fundo
605. Poços de Caldas
606. Pocrane
607. Pompéu
608. Ponte Nova
609. Ponto Chique
610. Ponto dos Volantes
611. Porteirinha
612. Porto Firme
613. Poté
614. Pouso Alegre
615. Pouso Alto
616. Prados
617. Prata
618. Pratápolis
619. Pratinha
620. Presidente Bernardes
621. Presidente Juscelino
622. Presidente Kubitschek
623. Presidente Olegário
624. Prudente de Morais
625. Quartel Geral
626. Queluzito
627. Raposos
628. Raul Soares
629. Recreio
630. Reduto
631. Resende Costa
632. Resplendor
633. Ressaquinha
634. Riachinho
635. Riacho dos Machados
636. Ribeirão das Neves
637. Ribeirão Vermelho
638. Rio Acima
639. Rio Casca
640. Rio do Prado
641. Rio Doce
642. Rio Espera
643. Rio Manso
644. Rio Novo
645. Rio Paranaíba
646. Rio Pardo de Minas
647. Rio Piracicaba
648. Rio Pomba
649. Rio Preto
650. Rio Vermelho
651. Ritápolis
652. Rochedo de Minas
653. Rodeiro
654. Romaria
655. Rosário da Limeira
656. Rubelita
657. Rubim
658. Sabará
659. Sabinópolis
660. Sacramento
661. Salinas
662. Salto da Divisa
663. Santa Barbara
664. Santa Bárbara do Leste
665. Santa Bárbara do Monte Verde
666. Santa Bárbara do Tugúrio
667. Santa Cruz de Minas
668. Santa Cruz de Salinas
669. Santa Cruz do Escalvado
670. Santa Efigênia de Minas
671. Santa Fé de Minas
672. Santa Helena de Minas
673. Santa Juliana
674. Santa Luzia
675. Santa Margarida
676. Santa Maria de Itabira
677. Santa Maria do Salto
678. Santa Maria do Suaçuí
679. Santa Rita de Caldas
680. Santa Rita de Ibitipoca
681. Santa Rita de Jacutinga
682. Santa Rita de Minas
683. Santa Rita do Itueto
684. Santa Rita do Sapucaí
685. Santa Rosa da Serra
686. Santa Vitória
687. Santana da Vargem
688. Santana de Cataguases
689. Santana de Pirapama
690. Santana do Deserto
691. Santana do Garambéu
692. Santana do Jacaré
693. Santana do Manhuaçu
694. Santana do Paraíso
695. Santana do Riacho
696. Santana dos Montes
697. Santo Antônio do Amparo
698. Santo Antônio do Aventureiro
699. Santo Antônio do Grama
700. Santo Antônio do Itambé
701. Santo Antônio do Jacinto
702. Santo Antônio do Monte
703. Santo Antônio do Retiro
704. Santo Antônio do Rio Abaixo
705. Santo Hipólito
706. Santos Dumont
707. São Bento Abade
708. São Brás do Suaçuí
709. São Domingos das Dores
710. São Domingos do Prata
711. São Félix de Minas
712. São Francisco
713. São Francisco de Paula
714. São Francisco de Sales
715. São Francisco do Glória
716. São Geraldo
717. São Geraldo da Piedade
718. São Geraldo do Baixio
719. São Gonçalo do Abaeté
720. São Gonçalo do Pará
721. São Gonçalo do Rio Abaixo
722. São Gonçalo do Rio Preto
723. São Gonçalo do Sapucaí
724. São Gotardo
725. São João Batista do Glória
726. São João da Lagoa
727. São João da Mata
728. São João da Ponte
729. São João das Missões
730. São João del Rei
731. São João do Manhuaçu
732. São João do Manteninha
733. São João do Oriente
734. São João do Pacuí
735. São João do Paraíso
736. São João Evangelista
737. São João Nepomuceno
738. São Joaquim de Bicas
739. São José da Barra
740. São José da Lapa
741. São José da Safira
742. São José da Varginha
743. São José do Alegre
744. São José do Divino
745. São José do Goiabal
746. São José do Jacuri
747. São José do Mantimento
748. São Lourenço
749. São Miguel do Anta
750. São Pedro da União
751. São Pedro do Suaçuí
752. São Pedro dos Ferros
753. São Romão
754. São Roque de Minas
755. São Sebastião da Bela Vista
756. São Sebastião da Vargem Alegre
757. São Sebastião do Anta
758. São Sebastião do Maranhão
759. São Sebastião do Oeste
760. São Sebastião do Paraíso
761. São Sebastião do Rio Preto
762. São Sebastião do Rio Verde
763. São Thomé das Letras
764. São Tiago
765. São Tomás de Aquino
766. São Vicente de Minas
767. Sapucaí-Mirim
768. Sardoá
769. Sarzedo
770. Sem-Peixe
771. Senador Amaral
772. Senador Cortes
773. Senador Firmino
774. Senador José Bento
775. Senador Modestino Gonçalves
776. Senhora de Oliveira
777. Senhora do Porto
778. Senhora dos Remédios
779. Sericita
780. Seritinga
781. Serra Azul de Minas
782. Serra da Saudade
783. Serra do Salitre
784. Serra dos Aimorés
785. Serrania
786. Serranópolis de Minas
787. Serranos
788. Serro
789. Sete Lagoas
790. Setubinha
791. Silveirânia
792. Silvianópolis
793. Simão Pereira
794. Simonésia
795. Sobrália
796. Soledade de Minas
797. Tabuleiro
798. Taiobeiras
799. Taparuba
800. Tapira
801. Tapiraí
802. Taquaraçu de Minas
803. Tarumirim
804. Teixeiras
805. Teófilo Otoni
806. Timóteo
807. Tiradentes
808. Tiros
809. Tocantins
810. Tocos do Moji
811. Toledo
812. Tombos
813. Três Corações
814. Três Marias
815. Três Pontas
816. Tumiritinga
817. Tupaciguara
818. Turmalina
819. Turvolândia
820. Ubá
821. Ubaí
822. Ubaporanga
823. Uberaba
824. Uberlândia
825. Umburatiba
826. Unaí
827. União de Minas
828. Uruana de Minas
829. Urucânia
830. Urucuia
831. Vargem Alegre
832. Vargem Bonita
833. Vargem Grande do Rio Pardo
834. Varginha
835. Varjão de Minas
836. Várzea da Palma
837. Varzelândia
838. Vazante
839. Verdelândia
840. Veredinha
841. Veríssimo
842. Vermelho Novo
843. Vespasiano
844. Viçosa
845. Vieiras
846. Virgem da Lapa
847. Virgínia
848. Virginópolis
849. Virgolândia
850. Visconde do Rio Branco
851. Volta Grande
852. Wenceslau Braz

### Pará (PA)
1. Abaetetuba
2. Abel Figueiredo
3. Acará
4. Afuá
5. Água Azul do Norte
6. Alenquer
7. Almeirim
8. Altamira
9. Anajás
10. Ananindeua
11. Anapu
12. Augusto Corrêa
13. Aurora do Pará
14. Aveiro
15. Bagre
16. Baião
17. Bannach
18. Barcarena
19. Belterra
20. Benevides
21. Bom Jesus do Tocantins
22. Bonito
23. Bragança
24. Brasil Novo
25. Brejo Grande do Araguaia
26. Breu Branco
27. Breves
28. Bujaru
29. Cachoeira do Arari
30. Cachoeira do Piriá
31. Cametá
32. Canaã dos Carajás
33. Capanema
34. Capitão Poço
35. Castanhal
36. Chaves
37. Colares
38. Conceição do Araguaia
39. Concórdia do Pará
40. Cumaru do Norte
41. Curionópolis
42. Curralinho
43. Curuá
44. Curuçá
45. Dom Eliseu
46. Eldorado dos Carajás
47. Faro
48. Floresta do Araguaia
49. Garrafão do Norte
50. Goianésia do Pará
51. Gurupá
52. Igarapé-Açu
53. Igarapé-Miri
54. Inhangapi
55. Ipixuna do Pará
56. Irituia
57. Itaituba
58. Itupiranga
59. Jacareacanga
60. Jacundá
61. Juruti
62. Limoeiro do Ajuru
63. Mãe do Rio
64. Magalhães Barata
65. Marabá
66. Maracanã
67. Marapanim
68. Marituba
69. Medicilândia
70. Melgaço
71. Mocajuba
72. Moju
73. Monte Alegre
74. Muaná
75. Nova Esperança do Piriá
76. Nova Ipixuna
77. Nova Timboteua
78. Novo Progresso
79. Novo Repartimento
80. Óbidos
81. Oeiras do Pará
82. Oriximiná
83. Ourém
84. Ourilândia do Norte
85. Pacajá
86. Palestina do Pará
87. Paragominas
88. Parauapebas
89. Pau D'Arco
90. Peixe-Boi
91. Piçarra
92. Placas
93. Ponta de Pedras
94. Portel
95. Porto de Moz
96. Prainha
97. Primavera
98. Quatipuru
99. Redenção
100. Rio Maria
101. Rondon do Pará
102. Rurópolis
103. Salinópolis
104. Salvaterra
105. Santa Bárbara do Pará
106. Santa Cruz do Arari
107. Santa Isabel do Pará
108. Santa Luzia do Pará
109. Santa Maria das Barreiras
110. Santa Maria do Pará
111. Santana do Araguaia
112. Santarém
113. Santarém Novo
114. Santo Antônio do Tauá
115. São Caetano de Odivelas
116. São Domingos do Araguaia
117. São Domingos do Capim
118. São Félix do Xingu
119. São Francisco do Pará
120. São Geraldo do Araguaia
121. São João da Ponta
122. São João de Pirabas
123. São João do Araguaia
124. São Miguel do Guamá
125. São Sebastião da Boa Vista
126. Sapucaia
127. Senador José Porfírio
128. Soure
129. Tailândia
130. Terra Alta
131. Terra Santa
132. Tomé-Açu
133. Tracuateua
134. Trairão
135. Tucumã
136. Tucuruí
137. Ulianópolis
138. Uruará
139. Vigia
140. Viseu
141. Vitória do Xingu
142. Xinguara

### Paraíba (PB)
1. Água Branca
2. Aguiar
3. Alagoa Grande
4. Alagoa Nova
5. Alagoinha
6. Alcantil
7. Algodão de Jandaíra
8. Alhandra
9. Amparo
10. Aparecida
11. Aracagi
12. Arara
13. Araruna
14. Areia
15. Areia de Baraúnas
16. Areial
17. Aroeiras
18. Assunção
19. Baía da Traição
20. Bananeiras
21. Baraúna
22. Barra de Santa Rosa
23. Barra de Santana
24. Barra de São Miguel
25. Bayeux
26. Belém
27. Belém do Brejo do Cruz
28. Bernardino Batista
29. Boa Ventura
30. Boa Vista
31. Bom Jesus
32. Bom Sucesso
33. Bonito de Santa Fé
34. Boqueirão
35. Borborema
36. Brejo do Cruz
37. Brejo dos Santos
38. Caaporã
39. Cabaceiras
40. Cabedelo
41. Cachoeira dos Índios
42. Cacimba de Areia
43. Cacimba de Dentro
44. Cacimbas
45. Caiçara
46. Cajazeiras
47. Cajazeirinhas
48. Caldas Brandão
49. Camalaú
50. Campina Grande
51. Campo de Santana
52. Capim
53. Caraúbas
54. Carrapateira
55. Casserenque
56. Catingueira
57. Catolé do Rocha
58. Caturité
59. Conceição
60. Condado
61. Conde
62. Congo
63. Coremas
64. Coxixola
65. Cruz do Espírito Santo
66. Cubati
67. Cuité
68. Cuité de Mamanguape
69. Cuitegi
70. Curral de Cima
71. Curral Velho
72. Damião
73. Desterro
74. Diamante
75. Dona Inês
76. Duas Estradas
77. Emas
78. Esperança
79. Fagundes
80. Frei Martinho
81. Gado Bravo
82. Guarabira
83. Gurinhém
84. Gurjão
85. Ibiara
86. Igaracy
87. Imaculada
88. Ingá
89. Itabaiana
90. Itaporanga
91. Itapororoca
92. Itatuba
93. Jacaraú
94. Jericó
95. Juarez Távora
96. Juazeirinho
97. Junco do Seridó
98. Juripiranga
99. Juru
100. Lagoa
101. Lagoa de Dentro
102. Lagoa Seca
103. Lastro
104. Livramento
105. Logradouro
106. Lucena
107. Mãe d'Água
108. Malta
109. Mamanguape
110. Manaíra
111. Marcação
112. Mari
113. Marizópolis
114. Massaranduba
115. Mataraca
116. Matinhas
117. Mato Grosso
118. Maturéia
119. Mogeiro
120. Montadas
121. Monte Horebe
122. Monteiro
123. Mulungu
124. Natuba
125. Nazarezinho
126. Nova Floresta
127. Nova Olinda
128. Nova Palmeira
129. Olho d'Água
130. Olivedos
131. Ouro Velho
132. Parari
133. Passagem
134. Patos
135. Paulista
136. Pedra Branca
137. Pedra Lavrada
138. Pedras de Fogo
139. Pedro Régis
140. Piancó
141. Picuí
142. Pilar
143. Pilões
144. Pilõezinhos
145. Pirpirituba
146. Pitimbu
147. Pocinhos
148. Poço Dantas
149. Poço de José de Moura
150. Pombal
151. Prata
152. Princesa Isabel
153. Puxinanã
154. Queimadas
155. Quixabá
156. Remígio
157. Riachão
158. Riachão do Bacamarte
159. Riachão do Poço
160. Riacho de Santo Antônio
161. Riacho dos Cavalos
162. Rio Tinto
163. Salgadinho
164. Salgado de São Félix
165. Santa Cecília
166. Santa Cruz
167. Santa Helena
168. Santa Inês
169. Santa Luzia
170. Santa Rita
171. Santa Teresinha
172. Santana de Mangueira
173. Santana dos Garrotes
174. Santarém
175. Santo André
176. São Bentinho
177. São Bento
178. São Domingos de Pombal
179. São Domingos do Cariri
180. São Francisco
181. São João do Cariri
182. São João do Rio do Peixe
183. São João do Tigre
184. São José da Lagoa Tapada
185. São José de Caiana
186. São José de Espinharas
187. São José de Piranhas
188. São José de Princesa
189. São José do Bonfim
190. São José do Brejo do Cruz
191. São José do Sabugi
192. São José dos Cordeiros
193. São José dos Ramos
194. São Mamede
195. São Miguel de Taipu
196. São Sebastião de Lagoa de Roça
197. São Sebastião do Umbuzeiro
198. Sapé
199. Seridó
200. Serra Branca
201. Serra da Raiz
202. Serra Grande
203. Serra Redonda
204. Serraria
205. Sertãozinho
206. Sobrado
207. Solânea
208. Soledade
209. Sossego
210. Sousa
211. Sumé
212. Taperoá
213. Tavares
214. Teixeira
215. Tenório
216. Triunfo
217. Uiraúna
218. Umbuzeiro
219. Várzea
220. Vieirópolis
221. Vista Serrana
222. Zabelê

### Paraná (PR)
1. Abatiá
2. Adrianópolis
3. Agudos do Sul
4. Almirante Tamandaré
5. Altamira do Paraná
6. Alto Paraíso
7. Alto Paraná
8. Alto Piquiri
9. Altônia
10. Alvorada do Sul
11. Amaporã
12. Ampére
13. Anahy
14. Andirá
15. Ângulo
16. Antonina
17. Antonio Olinto
18. Apucarana
19. Arapongas
20. Arapoti
21. Arapuã
22. Araruna
23. Araucária
24. Ariranha do Ivaí
25. Assaí
26. Assis Chateaubriand
27. Astorga
28. Atalaia
29. Balsa Nova
30. Bandeirantes
31. Barbosa Ferraz
32. Barra do Jacaré
33. Barracão
34. Bela Vista da Caroba
35. Bela Vista do Paraíso
36. Bituruna
37. Boa Esperança
38. Boa Esperança do Iguaçu
39. Boa Ventura de São Roque
40. Boa Vista da Aparecida
41. Bocaiúva do Sul
42. Bom Jesus do Sul
43. Bom Sucesso
44. Bom Sucesso do Sul
45. Borrazópolis
46. Braganey
47. Brasilândia do Sul
48. Cafeara
49. Cafelândia
50. Cafezal do Sul
51. Califórnia
52. Cambará
53. Cambé
54. Cambira
55. Campina Grande do Sul
56. Campina da Lagoa
57. Campina do Simão
58. Campo Bonito
59. Campo Largo
60. Campo Magro
61. Campo Mourão
62. Campo do Tenente
63. Cândido de Abreu
64. Candói
65. Cantagalo
66. Capanema
67. Capitão Leônidas Marques
68. Carambeí
69. Carlópolis
70. Cascavel
71. Castro
72. Catanduvas
73. Centenário do Sul
74. Cêrro Azul
75. Céu Azul
76. Chopinzinho
77. Cianorte
78. Cidade Gaúcha
79. Clevelândia
80. Colombo
81. Colorado
82. Congonhinhas
83. Conselheiro Mairinck
84. Contenda
85. Corbélia
86. Cornélio Procópio
87. Coronel Domingos Soares
88. Coronel Vivida
89. Corumbataí do Sul
90. Cruz Machado
91. Cruzeiro do Iguaçu
92. Cruzeiro do Oeste
93. Cruzeiro do Sul
94. Cruzmaltina
95. Curiúva
96. Diamante d'Oeste
97. Diamante do Norte
98. Diamante do Sul
99. Dois Vizinhos
100. Douradina
101. Doutor Camargo
102. Doutor Ulysses
103. Enéas Marques
104. Engenheiro Beltrão
105. Entre Rios do Oeste
106. Esperança Nova
107. Espigão Alto do Iguaçu
108. Farol
109. Faxinal
110. Fazenda Rio Grande
111. Fênix
112. Fernandes Pinheiro
113. Figueira
114. Flor da Serra do Sul
115. Floraí
116. Floresta
117. Florestópolis
118. Flórida
119. Formosa do Oeste
120. Foz do Iguaçu
121. Foz do Jordão
122. Francisco Alves
123. Francisco Beltrão
124. General Carneiro
125. Godoy Moreira
126. Goioerê
127. Goioxim
128. Grandes Rios
129. Guaíra
130. Guairaçá
131. Guamiranga
132. Guapirama
133. Guaporema
134. Guaraci
135. Guaraniaçu
136. Guarapuava
137. Guaraqueçaba
138. Guaratuba
139. Honório Serpa
140. Ibaiti
141. Ibema
142. Ibiporã
143. Icaraíma
144. Iguaraçu
145. Iguatu
146. Imbaú
147. Imbituva
148. Inácio Martins
149. Inajá
150. Indianópolis
151. Ipiranga
152. Iporã
153. Iracema do Oeste
154. Irati
155. Iretama
156. Itaguajé
157. Itaipulândia
158. Itambaracá
159. Itambé
160. Itapejara d'Oeste
161. Itaperuçu
162. Itaúna do Sul
163. Ivaí
164. Ivaiporã
165. Ivaté
166. Ivatuba
167. Jaboti
168. Jacarezinho
169. Jaguapitã
170. Jaguariaíva
171. Jandaia do Sul
172. Janiópolis
173. Japira
174. Japurá
175. Jardim Alegre
176. Jardim Olinda
177. Jataizinho
178. Jesuítas
179. Joaquim Távora
180. Jundiaí do Sul
181. Juranda
182. Jussara
183. Kaloré
184. Lapa
185. Laranjal
186. Laranjeiras do Sul
187. Leópolis
188. Lidianópolis
189. Lindoeste
190. Loanda
191. Lobato
192. Londrina
193. Luiziana
194. Lunardelli
195. Lupionópolis
196. Mallet
197. Mamborê
198. Mandaguaçu
199. Mandaguari
200. Mandirituba
201. Manfrinópolis
202. Mangueirinha
203. Manoel Ribas
204. Marechal Cândido Rondon
205. Maria Helena
206. Marialva
207. Marilândia do Sul
208. Marilena
209. Mariluz
210. Maringá
211. Mariópolis
212. Maripá
213. Marmeleiro
214. Marquinho
215. Marumbi
216. Matelândia
217. Matinhos
218. Mato Rico
219. Mauá da Serra
220. Medianeira
221. Mercedes
222. Mirador
223. Miraselva
224. Missal
225. Moreira Sales
226. Morretes
227. Munhoz de Mello
228. Nossa Senhora das Graças
229. Nova Aliança do Ivaí
230. Nova América da Colina
231. Nova Aurora
232. Nova Cantu
233. Nova Esperança
234. Nova Esperança do Sudoeste
235. Nova Fátima
236. Nova Laranjeiras
237. Nova Londrina
238. Nova Olímpia
239. Nova Prata do Iguaçu
240. Nova Santa Bárbara
241. Nova Santa Rosa
242. Nova Tebas
243. Novo Itacolomi
244. Ortigueira
245. Ourizona
246. Ouro Verde do Oeste
247. Paiçandu
248. Palmas
249. Palmeira
250. Palmital
251. Palotina
252. Paraíso do Norte
253. Paranacity
254. Paranaguá
255. Paranapoema
256. Paranavaí
257. Pato Bragado
258. Pato Branco
259. Paula Freitas
260. Paulo Frontin
261. Peabiru
262. Perobal
263. Pérola
264. Pérola d'Oeste
265. Piên
266. Pinhais
267. Pinhal de São Bento
268. Pinhalão
269. Pinhão
270. Piraí do Sul
271. Piraquara
272. Pitanga
273. Pitangueiras
274. Planaltina do Paraná
275. Planalto
276. Ponta Grossa
277. Pontal do Paraná
278. Porecatu
279. Porto Amazonas
280. Porto Barreiro
281. Porto Rico
282. Porto Vitória
283. Prado Ferreira
284. Pranchita
285. Presidente Castelo Branco
286. Primeiro de Maio
287. Prudentópolis
288. Quarto Centenário
289. Quatiguá
290. Quatro Barras
291. Quatro Pontes
292. Quedas do Iguaçu
293. Querência do Norte
294. Quinta do Sol
295. Quitandinha
296. Ramilândia
297. Rancho Alegre
298. Rancho Alegre d'Oeste
299. Realeza
300. Rebouças
301. Renascença
302. Reserva
303. Reserva do Iguaçu
304. Ribeirão Claro
305. Ribeirão do Pinhal
306. Rio Azul
307. Rio Bom
308. Rio Bonito do Iguaçu
309. Rio Branco do Ivaí
310. Rio Branco do Sul
311. Rio Negro
312. Rolândia
313. Roncador
314. Rondon
315. Rosário do Ivaí
316. Sabáudia
317. Salgado Filho
318. Salto do Itararé
319. Salto do Lontra
320. Santa Amélia
321. Santa Cecília do Pavão
322. Santa Cruz do Monte Castelo
323. Santa Fé, Paraná
324. Santa Helena
325. Santa Inês
326. Santa Isabel do Ivaí
327. Santa Izabel do Oeste
328. Santa Lúcia
329. Santa Maria do Oeste
330. Santa Mariana
331. Santa Mônica
332. Santa Tereza do Oeste
333. Santa Terezinha de Itaipu
334. Santana do Itararé
335. Santo Antonio da Platina
336. Santo Antonio do Caiuá
337. Santo Antonio do Paraíso
338. Santo Antônio do Sudoeste
339. Santo Inácio
340. São Carlos do Ivaí
341. São Jerônimo da Serra
342. São João
343. São João do Caiuá
344. São João do Ivaí
345. São João do Triunfo
346. São Jorge d'Oeste
347. São Jorge do Ivaí
348. São Jorge do Patrocínio
349. São José da Boa Vista
350. São José das Palmeiras
351. São José dos Pinhais
352. São Manoel do Paraná
353. São Mateus do Sul
354. São Miguel do Iguaçu
355. São Pedro do Iguaçu
356. São Pedro do Ivaí
357. São Pedro do Paraná
358. São Sebastião da Amoreira
359. São Tomé
360. Sapopema
361. Sarandi
362. Saudade do Iguaçu
363. Sengés
364. Serranópolis do Iguaçu
365. Sertaneja
366. Sertanópolis
367. Siqueira Campos
368. Sulina
369. Tamarana
370. Tamboara
371. Tapejara
372. Tapira
373. Teixeira Soares
374. Telêmaco Borba
375. Terra Boa
376. Terra Rica
377. Terra Roxa
378. Tibagi
379. Tijucas do Sul
380. Toledo
381. Tomazina
382. Três Barras do Paraná
383. Tunas do Paraná
384. Tuneiras do Oeste
385. Tupãssi
386. Turvo
387. Ubiratã
388. Umuarama
389. União da Vitória
390. Uniflor
391. Uraí
392. Ventania
393. Vera Cruz do Oeste
394. Verê
395. Virmond
396. Vitorino
397. Wenceslau Braz
398. Xambrê

### Pernambuco (PE)
1. Abreu e Lima
2. Afogados da Ingazeira
3. Afrânio
4. Agrestina
5. Água Preta
6. Águas Belas
7. Alagoinha
8. Aliança
9. Altinho
10. Amaraji
11. Angelim
12. Araçoiaba
13. Araripina
14. Arcoverde
15. Barra de Guabiraba
16. Barreiros
17. Belém de Maria
18. Belém de São Francisco
19. Belo Jardim
20. Betânia
21. Bezerros
22. Bodocó
23. Bom Conselho
24. Bom Jardim
25. Bonito
26. Brejão
27. Brejinho
28. Brejo da Madre de Deus
29. Buenos Aires
30. Buíque
31. Cabo de Santo Agostinho
32. Cabrobó
33. Cachoeirinha
34. Caetés
35. Calçado
36. Calumbi
37. Camaragibe
38. Camocim de São Félix
39. Camutanga
40. Canhotinho
41. Capoeiras
42. Carnaíba
43. Carnaubeira da Penha
44. Carpina
45. Caruaru
46. Casinhas
47. Catende
48. Cedro
49. Chã de Alegria
50. Chã Grande
51. Condado
52. Correntes
53. Cortês
54. Cumaru
55. Cupira
56. Custódia
57. Dormentes
58. Escada
59. Exu
60. Feira Nova
61. Fernando de Noronha
62. Ferreiros
63. Flores
64. Floresta
65. Frei Miguelinho
66. Gameleira
67. Garanhuns
68. Glória do Goitá
69. Goiana
70. Granito
71. Gravatá
72. Iati
73. Ibimirim
74. Ibirajuba
75. Igarassu
76. Iguaraci
77. Ilha de Itamaracá
78. Inajá
79. Ingazeira
80. Ipojuca
81. Ipubi
82. Itacuruba
83. Itaíba
84. Itambé
85. Itapetim
86. Itapissuma
87. Itaquitinga
88. Jaboatão dos Guararapes
89. Jaqueira
90. Jataúba
91. Jatobá
92. João Alfredo
93. Joaquim Nabuco
94. Jucati
95. Jupi
96. Jurema
97. Lagoa do Carro
98. Lagoa do Itaenga
99. Lagoa do Ouro
100. Lagoa dos Gatos
101. Lagoa Grande
102. Lajedo
103. Limoeiro
104. Macaparana
105. Machados
106. Manari
107. Maraial
108. Mirandiba
109. Moreilândia
110. Moreno
111. Nazaré da Mata
112. Olinda
113. Orobó
114. Orocó
115. Ouricuri
116. Palmares
117. Palmeirina
118. Panelas
119. Paranatama
120. Parnamirim
121. Passira
122. Paudalho
123. Paulista
124. Pedra
125. Pesqueira
126. Petrolândia
127. Petrolina
128. Poção
129. Pombos
130. Primavera
131. Quipapá
132. Quixaba
133. Riacho das Almas
134. Ribeirão
135. Rio Formoso
136. Sairé
137. Salgadinho
138. Salgueiro
139. Saloá
140. Sanharó
141. Santa Cruz
142. Santa Cruz da Baixa Verde
143. Santa Cruz do Capibaribe
144. Santa Filomena
145. Santa Maria da Boa Vista
146. Santa Maria do Cambucá
147. Santa Terezinha
148. São Benedito do Sul
149. São Bento do Una
150. São Caitano
151. São João
152. São Joaquim do Monte
153. São José da Coroa Grande
154. São José do Belmonte
155. São José do Egito
156. São Lourenço da Mata
157. São Vicente Ferrer
158. Serra Talhada
159. Serrita
160. Sertânia
161. Sirinhaém
162. Solidão
163. Surubim
164. Tabira
165. Tacaimbó
166. Tacaratu
167. Tamandaré
168. Taquaritinga do Norte
169. Terezinha
170. Terra Nova
171. Timbaúba
172. Toritama
173. Tracunhaém
174. Trindade
175. Triunfo
176. Tupanatinga
177. Tuparetama
178. Venturosa
179. Verdejante
180. Vertente do Lério
181. Vertentes
182. Vicência
183. Vitória de Santo Antão
184. Xexéu

### Piauí (PI)
1. Acauã
2. Agricolândia
3. Água Branca
4. Alagoinha do Piauí
5. Alegrete do Piauí
6. Alto Longá
7. Altos
8. Alvorada do Gurguéia
9. Amarante
10. Angical do Piauí
11. Anísio de Abreu
12. Antônio Almeida
13. Aroazes
14. Arraial
15. Assunção do Piauí
16. Avelino Lopes
17. Baixa Grande do Ribeiro
18. Barra D'alcântara
19. Barras
20. Barreiras do Piauí
21. Barro Duro
22. Batalha
23. Bela Vista do Piauí
24. Belém do Piauí
25. Beneditinos
26. Bertolínia
27. Betânia do Piauí
28. Boa Hora
29. Bocaina
30. Bom Jesus
31. Bom Princípio do Piauí
32. Bonfim do Piauí
33. Boqueirão do Piauí
34. Brasileira
35. Brejo do Piauí
36. Buriti dos Lopes
37. Buriti dos Montes
38. Cabeceiras do Piauí
39. Cajazeiras do Piauí
40. Cajueiro da Praia
41. Caldeirão Grande do Piauí
42. Campinas do Piauí
43. Campo Alegre do Fidalgo
44. Campo Grande do Piauí
45. Campo Largo do Piauí
46. Campo Maior
47. Canavieira
48. Canto do Buriti
49. Capitão de Campos
50. Capitão Gervásio Oliveira
51. Caracol
52. Caraúbas do Piauí
53. Caridade do Piauí
54. Castelo do Piauí
55. Caxingó
56. Cocal
57. Cocal de Telha
58. Cocal dos Alves
59. Coivaras
60. Colônia do Gurguéia
61. Colônia do Piauí
62. Conceição do Canindé
63. Coronel José Dias
64. Corrente
65. Cristalândia do Piauí
66. Cristino Castro
67. Curimatá
68. Currais
69. Curral Novo do Piauí
70. Curralinhos
71. Demerval Lobão
72. Dirceu Arcoverde
73. Dom Expedito Lopes
74. Dom Inocêncio
75. Domingos Mourão
76. Elesbão Veloso
77. Eliseu Martins
78. Esperantina
79. Fartura do Piauí
80. Flores do Piauí
81. Floresta do Piauí
82. Floriano
83. Francinópolis
84. Francisco Ayres
85. Francisco Macêdo
86. Francisco Santos
87. Fronteiras
88. Geminiano
89. Gilbués
90. Guadalupe
91. Guaribas
92. Hugo Napoleão
93. Ilha Grande
94. Inhuma
95. Ipiranga do Piauí
96. Isaías Coelho
97. Itainópolis
98. Itaueira
99. Jacobina do Piauí
100. Jaicós
101. Jardim do Mulato
102. Jatobá do Piauí
103. Jerumenha
104. João Costa
105. Joaquim Pires
106. Joca Marques
107. José de Freitas
108. Juazeiro do Piauí
109. Júlio Borges
110. Jurema
111. Lagoa Alegre
112. Lagoa de São Francisco
113. Lagoa do Barro do Piauí
114. Lagoa do Piauí
115. Lagoa do Sítio
116. Lagoinha do Piauí
117. Landri Sales
118. Luís Correia
119. Luzilândia
120. Madeiro
121. Manoel Emídio
122. Marcolândia
123. Marcos Parente
124. Massapê do Piauí
125. Matias Olímpio
126. Miguel Alves
127. Miguel Leão
128. Milton Brandão
129. Monsenhor Gil
130. Monsenhor Hipólito
131. Monte Alegre do Piauí
132. Morro Cabeça No Tempo
133. Morro do Chapéu do Piauí
134. Murici dos Portelas
135. Nazaré do Piauí
136. Nossa Senhora de Nazaré
137. Nossa Senhora dos Remédios
138. Nova Santa Rita
139. Novo Oriente do Piauí
140. Novo Santo Antônio
141. Oeiras
142. Olho D'água do Piauí
143. Padre Marcos
144. Paes Landim
145. Pajeú do Piauí
146. Palmeira do Piauí
147. Palmeirais
148. Paquetá
149. Parnaguá
150. Parnaíba
151. Passagem Franca do Piauí
152. Patos do Piauí
153. Pau d'Arco do Piauí
154. Paulistana
155. Pavussu
156. Pedro Ii
157. Pedro Laurentino
158. Picos
159. Pimenteiras
160. Pio IX
161. Piracuruca
162. Piripiri
163. Porto
164. Porto Alegre do Piauí
165. Prata do Piauí
166. Queimada Nova
167. Redenção do Gurguéia
168. Regeneração
169. Riacho Frio
170. Ribeira do Piauí
171. Ribeiro Gonçalves
172. Rio Grande do Piauí
173. Santa Cruz do Piauí
174. Santa Cruz dos Milagres
175. Santa Filomena
176. Santa Luz
177. Santa Rosa do Piauí
178. Santana do Piauí
179. Santo Antônio de Lisboa
180. Santo Antônio dos Milagres
181. Santo Inácio do Piauí
182. São Braz do Piauí
183. São Félix do Piauí
184. São Francisco de Assis do Piauí
185. São Francisco do Piauí
186. São Gonçalo do Gurguéia
187. São Gonçalo do Piauí
188. São João da Canabrava
189. São João da Fronteira
190. São João da Serra
191. São João da Varjota
192. São João do Arraial
193. São João do Piauí
194. São José do Divino
195. São José do Peixe
196. São José do Piauí
197. São Julião
198. São Lourenço do Piauí
199. São Luís do Piauí
200. São Miguel da Baixa Grande
201. São Miguel do Fidalgo
202. São Miguel do Tapuio
203. São Pedro do Piauí
204. São Raimundo Nonato
205. Sebastião Barros
206. Sebastião Leal
207. Sigefredo Pacheco
208. Simões
209. Simplício Mendes
210. Socorro do Piauí
211. Sussuapara
212. Tamboril do Piauí
213. Tanque do Piauí
214. União
215. Uruçuí
216. Valença do Piauí
217. Várzea Branca
218. Várzea Grande
219. Vera Mendes
220. Vila Nova do Piauí
221. Wall Ferraz

### Rio de Janeiro (RJ)
1. Angra dos Reis
2. Aperibé
3. Araruama
4. Areal
5. Armação dos Búzios
6. Arraial do Cabo
7. Barra do Piraí
8. Barra Mansa
9. Belford Roxo
10. Bom Jardim
11. Bom Jesus do Itabapoana
12. Cabo Frio
13. Cachoeiras de Macacu
14. Cambuci
15. Campos dos Goytacazes
16. Cantagalo
17. Carapebus
18. Cardoso Moreira
19. Carmo
20. Casimiro de Abreu
21. Comendador Levy Gasparian
22. Conceição de Macabu
23. Cordeiro
24. Duas Barras
25. Duque de Caxias
26. Engenheiro Paulo de Frontin
27. Guapimirim
28. Iguaba Grande
29. Itaboraí
30. Itaguaí
31. Italva
32. Itaocara
33. Itaperuna
34. Itatiaia
35. Japeri
36. Laje do Muriaé
37. Macaé
38. Macuco
39. Magé
40. Mangaratiba
41. Maricá
42. Mendes
43. Miguel Pereira
44. Miracema
45. Natividade
46. Nilópolis
47. Niterói
48. Nova Friburgo
49. Nova Iguaçu
50. Paracambi
51. Paraíba do Sul
52. Parati
53. Paty do Alferes
54. Petrópolis
55. Pinheiral
56. Piraí
57. Porciúncula
58. Porto Real
59. Quatis
60. Queimados
61. Quissamã
62. Resende
63. Rio Bonito
64. Rio Claro
65. Rio das Flores
66. Rio das Ostras
67. Santa Maria Madalena
68. Santo Antônio de Pádua
69. São Fidélis
70. São Francisco de Itabapoana
71. São Gonçalo
72. São João da Barra
73. São João de Meriti
74. São José de Ubá
75. São José do Vale do Rio Preto
76. São Pedro da Aldeia
77. São Sebastião do Alto
78. Sapucaia
79. Saquarema
80. Seropédica
81. Silva Jardim
82. Sumidouro
83. Tanguá
84. Teresópolis
85. Trajano de Morais
86. Três Rios
87. Valença
88. Varre-Sai
89. Vassouras
90. Volta Redonda

### Rio Grande do Norte (RN)
1. Acari
2. Açu
3. Afonso Bezerra
4. Água Nova
5. Alexandria
6. Almino Afonso
7. Alto do Rodrigues
8. Angicos
9. Antônio Martins
10. Apodi
11. Areia Branca
12. Arês
13. Augusto Severo
14. Baía Formosa
15. Baraúna
16. Barcelona
17. Bento Fernandes
18. Bodó
19. Bom Jesus
20. Brejinho
21. Caiçara do Norte
22. Caiçara do Rio do Vento
23. Caicó
24. Campo Redondo
25. Canguaretama
26. Caraúbas
27. Carnaúba dos Dantas
28. Carnaubais
29. Ceará-Mirim
30. Cerro Corá
31. Coronel Ezequiel
32. Coronel João Pessoa
33. Cruzeta
34. Currais Novos
35. Doutor Severiano
36. Encanto
37. Equador
38. Espírito Santo
39. Extremoz
40. Felipe Guerra
41. Fernando Pedroza
42. Florânia
43. Francisco Dantas
44. Frutuoso Gomes
45. Galinhos
46. Goianinha
47. Governador Dix-Sept Rosado
48. Grossos
49. Guamaré
50. Ielmo Marinho
51. Ipanguaçu
52. Ipueira
53. Itajá
54. Itaú
55. Jaçanã
56. Jandaíra
57. Janduís
58. Januário Cicco
59. Japi
60. Jardim de Angicos
61. Jardim de Piranhas
62. Jardim do Seridó
63. João Câmara
64. João Dias
65. José da Penha
66. Jucurutu
67. Jundiá
68. Lagoa d'Anta
69. Lagoa de Pedras
70. Lagoa de Velhos
71. Lagoa Nova
72. Lagoa Salgada
73. Lajes
74. Lajes Pintadas
75. Lucrécia
76. Luís Gomes
77. Macaíba
78. Macau
79. Major Sales
80. Marcelino Vieira
81. Martins
82. Maxaranguape
83. Messias Targino
84. Montanhas
85. Monte Alegre
86. Monte das Gameleiras
87. Mossoró
88. Nísia Floresta
89. Nova Cruz
90. Olho-d'Água do Borges
91. Ouro Branco
92. Paraná
93. Paraú
94. Parazinho
95. Parelhas
96. Parnamirim
97. Passa e Fica
98. Passagem
99. Patu
100. Pau dos Ferros
101. Pedra Grande
102. Pedra Preta
103. Pedro Avelino
104. Pedro Velho
105. Pendências
106. Pilões
107. Poço Branco
108. Portalegre
109. Porto do Mangue
110. Presidente Juscelino
111. Pureza
112. Rafael Fernandes
113. Rafael Godeiro
114. Riacho da Cruz
115. Riacho de Santana
116. Riachuelo
117. Rio do Fogo
118. Rodolfo Fernandes
119. Ruy Barbosa
120. Santa Cruz
121. Santa Maria
122. Santana do Matos
123. Santana do Seridó
124. Santo Antônio
125. São Bento do Norte
126. São Bento do Trairí
127. São Fernando
128. São Francisco do Oeste
129. São Gonçalo do Amarante
130. São João do Sabugi
131. São José de Mipibu
132. São José do Campestre
133. São José do Seridó
134. São Miguel
135. São Miguel do Gostoso
136. São Paulo do Potengi
137. São Pedro
138. São Rafael
139. São Tomé
140. São Vicente
141. Senador Elói de Souza
142. Senador Georgino Avelino
143. Serra de São Bento
144. Serra do Mel
145. Serra Negra do Norte
146. Serrinha
147. Serrinha dos Pintod
148. Severiano Melo
149. Sítio Novo
150. Taboleiro Grande
151. Taipu
152. Tangará
153. Tenente Ananias
154. Tenente Laurentino Cruz
155. Tibau
156. Tibau do Sul
157. Timbaúba dos Batistas
158. Touros
159. Triunfo Potiguar
160. Umarizal
161. Upanema
162. Várzea
163. Venha-Ver
164. Vera Cruz
165. Viçosa
166. Vila Flor

### Rio Grande do Sul (RS)
1. Aceguá
2. Água Santa
3. Agudo
4. Ajuricaba
5. Alecrim
6. Alegrete
7. Alegria
8. Alpestre
9. Alto Alegre
10. Alto Feliz
11. Alvorada
12. Amaral Ferrador
13. Ametista do Sul
14. André da Rocha
15. Anta Gorda
16. Antônio Prado
17. Arambaré
18. Araricá
19. Aratiba
20. Arroio do Meio
21. Arroio do Sal
22. Arroio do Tigre
23. Arroio dos Ratos
24. Arroio Grande
25. Arvorezinha
26. Augusto Pestana
27. Áurea
28. Bagé
29. Balneário Pinhal
30. Barão
31. Barão de Cotegipe
32. Barão do Triunfo
33. Barra do Guarita
34. Barra do Quaraí
35. Barra do Ribeiro
36. Barra do Rio Azul
37. Barra Funda
38. Barracão
39. Barros Cassal
40. Benjamin Constant do Sul
41. Bento Gonçalves
42. Boa Vista das Missões
43. Boa Vista do Buricá
44. Boa Vista do Sul
45. Bom Jesus
46. Bom Princípio
47. Bom Progresso
48. Bom Retiro do Sul
49. Boqueirão do Leão
50. Bossoroca
51. Braga
52. Brochier
53. Butiá
54. Caçapava do Sul
55. Cacequi
56. Cachoeira do Sul
57. Cachoeirinha
58. Cacique Doble
59. Caibaté
60. Caiçara
61. Camaquã
62. Camargo
63. Cambará do Sul
64. Campestre da Serra
65. Campina das Missões
66. Campinas do Sul
67. Campo Bom
68. Campo Novo
69. Campos Borges
70. Candelária
71. Cândido Godói
72. Candiota
73. Canela
74. Canguçu
75. Canoas
76. Capão da Canoa
77. Capão do Leão
78. Capela de Santana
79. Capitão
80. Capivari do Sul
81. Caraá
82. Carazinho
83. Carlos Barbosa
84. Carlos Gomes
85. Casca
86. Caseiros
87. Catuípe
88. Caxias do Sul
89. Centenário
90. Cerrito
91. Cerro Branco
92. Cerro Grande
93. Cerro Grande do Sul
94. Cerro Largo
95. Chapada
96. Charqueadas
97. Charrua
98. Chiapeta
99. Chuí
100. Chuvisca
101. Cidreira
102. Ciríaco
103. Colinas
104. Colorado
105. Condor
106. Constantina
107. Coqueiros do Sul
108. Coronel Barros
109. Coronel Bicaco
110. Cotiporã
111. Coxilha
112. Crissiumal
113. Cristal
114. Cristal do Sul
115. Cruz Alta
116. Cruzeiro do Sul
117. David Canabarro
118. Derrubadas
119. Dezesseis de Novembro
120. Dilermando de Aguiar
121. Dois Irmãos
122. Dois Irmãos das Missões
123. Dois Lajeados
124. Dom Feliciano
125. Dom Pedrito
126. Dom Pedro de Alcântara
127. Dona Francisca
128. Doutor Maurício Cardoso
129. Doutor Ricardo
130. Eldorado do Sul
131. Encantado
132. Encruzilhada do Sul
133. Engenho Velho
134. Entre Rios do Sul
135. Entre-Ijuís
136. Erebango
137. Erechim
138. Ernestina
139. Erval Grande
140. Erval Seco
141. Esmeralda
142. Esperança do Sul
143. Espumoso
144. Estação
145. Estância Velha
146. Esteio
147. Estrela
148. Estrela Velha
149. Eugênio de Castro
150. Fagundes Varela
151. Farroupilha
152. Faxinal do Soturno
153. Faxinalzinho
154. Fazenda Vilanova
155. Feliz
156. Flores da Cunha
157. Floriano Peixoto
158. Fontoura Xavier
159. Formigueiro
160. Fortaleza dos Valos
161. Frederico Westphalen
162. Garibaldi
163. Garruchos
164. Gaurama
165. General Câmara
166. Gentil
167. Getúlio Vargas
168. Giruá
169. Glorinha
170. Gramado
171. Gramado dos Loureiros
172. Gramado Xavier
173. Gravataí
174. Guabiju
175. Guaíba
176. Guaporé
177. Guarani das Missões
178. Harmonia
179. Herval
180. Herveiras
181. Horizontina
182. Hulha Negra
183. Humaitá
184. Ibarama
185. Ibiaçá
186. Ibiraiaras
187. Ibirapuitã
188. Ibirubá
189. Igrejinha
190. Ijuí
191. Ilópolis
192. Imbé
193. Imigrante
194. Independência
195. Inhacorá
196. Ipê
197. Ipiranga do Sul
198. Iraí
199. Itaara
200. Itacurubi
201. Itapuca
202. Itaqui
203. Itatiba do Sul
204. Ivorá
205. Ivoti
206. Jaboticaba
207. Jacutinga
208. Jaguarão
209. Jaguari
210. Jaquirana
211. Jari
212. Jóia
213. Júlio de Castilhos
214. Lagoa dos Três Cantos
215. Lagoa Vermelha
216. Lagoão
217. Lajeado
218. Lajeado do Bugre
219. Lavras do Sul
220. Liberato Salzano
221. Lindolfo Collor
222. Linha Nova
223. Maçambara
224. Machadinho
225. Mampituba
226. Manoel Viana
227. Maquiné
228. Maratá
229. Marau
230. Marcelino Ramos
231. Mariana Pimentel
232. Mariano Moro
233. Marques de Souza
234. Mata
235. Mato Castelhano
236. Mato Leitão
237. Maximiliano de Almeida
238. Minas do Leão
239. Miraguaí
240. Montauri
241. Monte Alegre dos Campos
242. Monte Belo do Sul
243. Montenegro
244. Mormaço
245. Morrinhos do Sul
246. Morro Redondo
247. Morro Reuter
248. Mostardas
249. Muçum
250. Muitos Capões
251. Muliterno
252. Não-Me-Toque
253. Nicolau Vergueiro
254. Nonoai
255. Nova Alvorada
256. Nova Araçá
257. Nova Bassano
258. Nova Boa Vista
259. Nova Bréscia
260. Nova Candelária
261. Nova Esperança do Sul
262. Nova Hartz
263. Nova Pádua
264. Nova Palma
265. Nova Petrópolis
266. Nova Prata
267. Nova Ramada
268. Nova Roma do Sul
269. Nova Santa Rita
270. Novo Barreiro
271. Novo Cabrais
272. Novo Hamburgo
273. Novo Machado
274. Novo Tiradentes
275. Osório
276. Paim Filho
277. Palmares do Sul
278. Palmeira das Missões
279. Palmitinho
280. Panambi
281. Pantano Grande
282. Paraí
283. Paraíso do Sul
284. Pareci Novo
285. Parobé
286. Passa Sete
287. Passo do Sobrado
288. Passo Fundo
289. Paverama
290. Pedro Osório
291. Pejuçara
292. Pelotas
293. Picada Café
294. Pinhal
295. Pinhal Grande
296. Pinheirinho do Vale
297. Pinheiro Machado
298. Pirapó
299. Piratini
300. Planalto
301. Poço das Antas
302. Pontão
303. Ponte Preta
304. Portão
305. Porto Lucena
306. Porto Mauá
307. Porto Vera Cruz
308. Porto Xavier
309. Pouso Novo
310. Presidente Lucena
311. Progresso
312. Protásio Alves
313. Putinga
314. Quaraí
315. Quevedos
316. Quinze de Novembro
317. Redentora
318. Relvado
319. Restinga Seca
320. Rio dos Índios
321. Rio Grande
322. Rio Pardo
323. Riozinho
324. Roca Sales
325. Rodeio Bonito
326. Rolante
327. Ronda Alta
328. Rondinha
329. Roque Gonzales
330. Rosário do Sul
331. Sagrada Família
332. Saldanha Marinho
333. Salto do Jacuí
334. Salvador das Missões
335. Salvador do Sul
336. Sananduva
337. Santa Bárbara do Sul
338. Santa Clara do Sul
339. Santa Cruz do Sul
340. Santa Maria
341. Santa Maria do Herval
342. Santa Rosa
343. Santa Tereza
344. Santa Vitória do Palmar
345. Santana da Boa Vista
346. Santana do Livramento
347. Santiago
348. Santo Ângelo
349. Santo Antônio da Patrulha
350. Santo Antônio das Missões
351. Santo Antônio do Palma
352. Santo Antônio do Planalto
353. Santo Augusto
354. Santo Cristo
355. Santo Expedito do Sul
356. São Borja
357. São Domingos do Sul
358. São Francisco de Assis
359. São Francisco de Paula
360. São Gabriel
361. São Jerônimo
362. São João da Urtiga
363. São João do Polêsine
364. São Jorge
365. São José das Missões
366. São José do Herval
367. São José do Hortêncio
368. São José do Inhacorá
369. São José do Norte
370. São José do Ouro
371. São José dos Ausentes
372. São Leopoldo
373. São Lourenço do Sul
374. São Luiz Gonzaga
375. São Marcos
376. São Martinho
377. São Martinho da Serra
378. São Miguel das Missões
379. São Nicolau
380. São Paulo das Missões
381. São Pedro da Serra
382. São Pedro do Butiá
383. São Pedro do Sul
384. São Sebastião do Caí
385. São Sepé
386. São Valentim
387. São Valentim do Sul
388. São Valério do Sul
389. São Vendelino
390. São Vicente do Sul
391. Sapiranga
392. Sapucaia do Sul
393. Sarandi
394. Seberi
395. Sede Nova
396. Segredo
397. Selbach
398. Senador Salgado Filho
399. Sentinela do Sul
400. Serafina Corrêa
401. Sério
402. Sertão
403. Sertão Santana
404. Sete de Setembro
405. Severiano de Almeida
406. Silveira Martins
407. Sinimbu
408. Sobradinho
409. Soledade
410. Tabaí
411. Tapejara
412. Tapera
413. Tapes
414. Taquara
415. Taquari
416. Taquaruçu do Sul
417. Tavares
418. Tenente Portela
419. Terra de Areia
420. Teutônia
421. Tiradentes do Sul
422. Toropi
423. Torres
424. Tramandaí
425. Travesseiro
426. Três Arroios
427. Três Cachoeiras
428. Três Coroas
429. Três de Maio
430. Três Forquilhas
431. Três Palmeiras
432. Três Passos
433. Trindade do Sul
434. Triunfo
435. Tucunduva
436. Tunas
437. Tupanci do Sul
438. Tupanciretã
439. Tupandi
440. Tuparendi
441. Turuçu
442. Ubiretama
443. União da Serra
444. Unistalda
445. Uruguaiana
446. Vacaria
447. Vale do Sol
448. Vale Real
449. Vale Verde
450. Vanini
451. Venâncio Aires
452. Vera Cruz
453. Veranópolis
454. Vespasiano Correa
455. Viadutos
456. Viamão
457. Vicente Dutra
458. Victor Graeff
459. Vila Flores
460. Vila Lângaro
461. Vila Maria
462. Vila Nova do Sul
463. Vista Alegre
464. Vista Alegre do Prata
465. Vista Gaúcha
466. Vitória das Missões
467. Xangri-lá

### Rondônia (RO)
1. Alta Floresta D'Oeste
2. Alto Alegre dos Parecis
3. Alto Paraíso
4. Alvorada d'Oeste
5. Ariquemes
6. Buritis
7. Cabixi
8. Cacaulândia
9. Cacoal
10. Campo Novo de Rondônia
11. Candeias do Jamari
12. Castanheiras
13. Cerejeiras
14. Chupinguaia
15. Colorado do Oeste
16. Corumbiara
17. Costa Marques
18. Cujubim
19. Espigão d'Oeste
20. Governador Jorge Teixeira
21. Guajará-Mirim
22. Itapuã do Oeste
23. Jaru
24. Ji-Paraná
25. Machadinho d'Oeste
26. Ministro Andreazza
27. Mirante da Serra
28. Monte Negro
29. Nova Brasilândia d'Oeste
30. Nova Mamoré
31. Nova União
32. Novo Horizonte do Oeste
33. Ouro Preto do Oeste
34. Parecis
35. Pimenta Bueno
36. Pimenteiras do Oeste
37. Presidente Médici
38. Primavera de Rondônia
39. Rio Crespo
40. Rolim de Moura
41. Santa Luzia d'Oeste
42. São Felipe d'Oeste
43. São Francisco do Guaporé
44. São Miguel do Guaporé
45. Seringueiras
46. Teixeirópolis
47. Theobroma
48. Urupá
49. Vale do Anari
50. Vale do Paraíso
51. Vilhena

### Roraima (RR)
1. Alto Alegre
2. Amajari
3. Bonfim
4. Cantá
5. Caracaraí
6. Caroebe
7. Iracema
8. Mucajaí
9. Normandia
10. Pacaraima
11. Rorainópolis
12. São João da Baliza
13. São Luiz
14. Uiramutã

### Santa Catarina (SC)
1. Abdon Batista
2. Abelardo Luz
3. Agrolândia
4. Agronômica
5. Água Doce
6. Águas de Chapecó
7. Águas Frias
8. Águas Mornas
9. Alfredo Wagner
10. Alto Bela Vista
11. Anchieta
12. Angelina
13. Anita Garibaldi
14. Anitápolis
15. Antônio Carlos
16. Apiúna
17. Arabutã
18. Araquari
19. Araranguá
20. Armazém
21. Arroio Trinta
22. Arvoredo
23. Ascurra
24. Atalanta
25. Aurora
26. Balneário Arroio do Silva
27. Balneário Barra do Sul
28. Balneário Camboriú
29. Balneário Gaivota
30. Bandeirante
31. Barra Bonita
32. Barra Velha
33. Bela Vista do Toldo
34. Belmonte
35. Benedito Novo
36. Biguaçu
37. Blumenau
38. Bocaina do Sul
39. Bom Jardim da Serra
40. Bom Jesus
41. Bom Jesus do Oeste
42. Bom Retiro
43. Bombinhas
44. Botuverá
45. Braço do Norte
46. Braço do Trombudo
47. Brunópolis
48. Brusque
49. Caçador
50. Caibi
51. Calmon
52. Camboriú
53. Campo Alegre
54. Campo Belo do Sul
55. Campo Erê
56. Campos Novos
57. Canelinha
58. Canoinhas
59. Capão Alto
60. Capinzal
61. Capivari de Baixo
62. Catanduvas
63. Caxambu do Sul
64. Celso Ramos
65. Cerro Negro
66. Chapadão do Lageado
67. Chapecó
68. Cocal do Sul
69. Concórdia
70. Cordilheira Alta
71. Coronel Freitas
72. Coronel Martins
73. Correia Pinto
74. Corupá
75. Criciúma
76. Cunha Porã
77. Cunhataí
78. Curitibanos
79. Descanso
80. Dionísio Cerqueira
81. Dona Emma
82. Doutor Pedrinho
83. Entre Rios
84. Ermo
85. Erval Velho
86. Faxinal dos Guedes
87. Flor do Sertão
88. Formosa do Sul
89. Forquilhinha
90. Fraiburgo
91. Frei Rogério
92. Galvão
93. Garopaba
94. Garuva
95. Gaspar
96. Governador Celso Ramos
97. Grão Pará
98. Gravatal
99. Guabiruba
100. Guaraciaba
101. Guaramirim
102. Guarujá do Sul
103. Guatambu
104. Herval d'Oeste
105. Ibiam
106. Ibicaré
107. Ibirama
108. Içara
109. Ilhota
110. Imaruí
111. Imbituba
112. Imbuia
113. Indaial
114. Iomerê
115. Ipira
116. Iporã do Oeste
117. Ipuaçu
118. Ipumirim
119. Iraceminha
120. Irani
121. Irati
122. Irineópolis
123. Itá
124. Itaiópolis
125. Itajaí
126. Itapema
127. Itapiranga
128. Itapoá
129. Ituporanga
130. Jaborá
131. Jacinto Machado
132. Jaguaruna
133. Jaraguá do Sul
134. Jardinópolis
135. Joaçaba
136. Joinville
137. José Boiteux
138. Jupiá
139. Lacerdópolis
140. Lages
141. Laguna
142. Lajeado Grande
143. Laurentino
144. Lauro Muller
145. Lebon Régis
146. Leoberto Leal
147. Lindóia do Sul
148. Lontras
149. Luiz Alves
150. Luzerna
151. Macieira
152. Mafra
153. Major Gercino
154. Major Vieira
155. Maracajá
156. Maravilha
157. Marema
158. Massaranduba
159. Matos Costa
160. Meleiro
161. Mirim Doce
162. Modelo
163. Mondaí
164. Monte Carlo
165. Monte Castelo
166. Morro da Fumaça
167. Morro Grande
168. Navegantes
169. Nova Erexim (Nova Erechim)
170. Nova Itaberaba
171. Nova Trento
172. Nova Veneza
173. Novo Horizonte
174. Orleans
175. Otacílio Costa
176. Ouro
177. Ouro Verde
178. Paial
179. Painel
180. Palhoça
181. Palma Sola
182. Palmeira
183. Palmitos
184. Papanduva
185. Paraíso
186. Passo de Torres
187. Passos Maia
188. Paulo Lopes
189. Pedras Grandes
190. Penha
191. Peritiba
192. Petrolândia
193. Piçarras
194. Pinhalzinho
195. Pinheiro Preto
196. Piratuba
197. Planalto Alegre
198. Pomerode
199. Ponte Alta
200. Ponte Alta do Norte
201. Ponte Serrada
202. Porto Belo
203. Porto União
204. Pouso Redondo
205. Praia Grande
206. Presidente Castelo Branco
207. Presidente Getúlio
208. Presidente Nereu
209. Princesa
210. Quilombo
211. Rancho Queimado
212. Rio das Antas
213. Rio do Campo
214. Rio do Oeste
215. Rio do Sul
216. Rio dos Cedros
217. Rio Fortuna
218. Rio Negrinho
219. Rio Rufino
220. Riqueza
221. Rodeio
222. Romelândia
223. Salete
224. Saltinho
225. Salto Veloso
226. Sangão
227. Santa Cecília
228. Santa Helena
229. Santa Rosa de Lima
230. Santa Rosa do Sul
231. Santa Terezinha
232. Santa Terezinha do Progresso
233. Santiago do Sul
234. Santo Amaro da Imperatriz
235. São Bento do Sul
236. São Bernardino
237. São Bonifácio
238. São Carlos
239. São Cristóvão do Sul
240. São Domingos
241. São Francisco do Sul
242. São João Batista
243. São João do Itaperiú
244. São João do Oeste
245. São João do Sul
246. São Joaquim
247. São José
248. São José do Cedro
249. São José do Cerrito
250. São Lourenço do Oeste
251. São Ludgero
252. São Martinho
253. São Miguel da Boa Vista
254. São Miguel do Oeste
255. São Pedro de Alcântara
256. Saudades
257. Schroeder
258. Seara
259. Serra Alta
260. Siderópolis
261. Sombrio
262. Sul Brasil
263. Taió
264. Tangará
265. Tigrinhos
266. Tijucas
267. Timbé do Sul
268. Timbó
269. Timbó Grande
270. Três Barras
271. Treviso
272. Treze de Maio
273. Treze Tílias
274. Trombudo Central
275. Tubarão
276. Tunápolis
277. Turvo
278. União do Oeste
279. Urubici
280. Urupema
281. Urussanga
282. Vargeão
283. Vargem
284. Vargem Bonita
285. Vidal Ramos
286. Videira
287. Vitor Meireles
288. Witmarsum
289. Xanxerê
290. Xavantina
291. Xaxim
292. Zortéa

### São Paulo (SP)
1. Adamantina
2. Adolfo
3. Aguaí
4. Águas da Prata
5. Águas de Lindóia
6. Águas de Santa Bárbara
7. Águas de São Pedro
8. Agudos
9. Alambari
10. Alfredo Marcondes
11. Altair
12. Altinópolis
13. Alto Alegre
14. Alumínio
15. Álvares Florence
16. Álvares Machado
17. Álvaro de Carvalho
18. Alvinlândia
19. Americana
20. Américo Brasiliense
21. Américo de Campos
22. Amparo
23. Analândia
24. Andradina
25. Angatuba
26. Anhembi
27. Anhumas
28. Aparecida
29. Aparecida d'Oeste
30. Apiaí
31. Araçariguama
32. Araçatuba
33. Araçoiaba da Serra
34. Aramina
35. Arandu
36. Arapeí
37. Araraquara
38. Araras
39. Arco-Íris
40. Arealva
41. Areias
42. Areiópolis
43. Ariranha
44. Artur Nogueira
45. Arujá
46. Aspásia
47. Assis
48. Atibaia
49. Auriflama
50. Avaí
51. Avanhandava
52. Avaré
53. Bady Bassitt
54. Balbinos
55. Bálsamo
56. Bananal
57. Barão de Antonina
58. Barbosa
59. Bariri
60. Barra Bonita
61. Barra do Chapéu
62. Barra do Turvo
63. Barretos
64. Barrinha
65. Barueri
66. Bastos
67. Batatais
68. Bauru
69. Bebedouro
70. Bento de Abreu
71. Bernardino de Campos
72. Bertioga
73. Bilac
74. Birigui
75. Biritiba-Mirim
76. Boa Esperança do Sul
77. Bocaina
78. Bofete
79. Boituva
80. Bom Jesus dos Perdões
81. Bom Sucesso de Itararé
82. Borá
83. Boraceia
84. Borborema
85. Borebi
86. Botucatu
87. Bragança Paulista
88. Braúna
89. Brejo Alegre
90. Brodowski
91. Brotas
92. Buri
93. Buritama
94. Buritizal
95. Cabrália Paulista
96. Cabreúva
97. Caçapava
98. Cachoeira Paulista
99. Caconde
100. Cafelândia
101. Caiabu
102. Caieiras
103. Caiuá
104. Cajamar
105. Cajati
106. Cajobi
107. Cajuru
108. Campina do Monte Alegre
109. Campinas
110. Campo Limpo Paulista
111. Campos do Jordão
112. Campos Novos Paulista
113. Cananéia
114. Canas
115. Cândido Mota
116. Cândido Rodrigues
117. Canitar
118. Capão Bonito
119. Capela do Alto
120. Capivari
121. Caraguatatuba
122. Carapicuíba
123. Cardoso
124. Casa Branca
125. Cássia dos Coqueiros
126. Castilho
127. Catanduva
128. Catiguá
129. Cedral
130. Cerqueira César
131. Cerquilho
132. Cesário Lange
133. Charqueada
134. Chavantes
135. Clementina
136. Colina
137. Colômbia
138. Conchal
139. Conchas
140. Cordeirópolis
141. Coroados
142. Coronel Macedo
143. Corumbataí
144. Cosmópolis
145. Cosmorama
146. Cotia
147. Cravinhos
148. Cristais Paulista
149. Cruzália
150. Cruzeiro
151. Cubatão
152. Cunha
153. Descalvado
154. Diadema
155. Dirce Reis
156. Divinolândia
157. Dobrada
158. Dois Córregos
159. Dolcinópolis
160. Dourado
161. Dracena
162. Duartina
163. Dumont
164. Echaporã
165. Eldorado
166. Elias Fausto
167. Elisiário
168. Embaúba
169. Embú das Artes
170. Embu-Guaçu
171. Emilianópolis
172. Engenheiro Coelho
173. Espírito Santo do Pinhal
174. Espírito Santo do Turvo
175. Estiva Gerbi
176. Estrela d'Oeste
177. Estrela do Norte
178. Euclides da Cunha Paulista
179. Fartura
180. Fernando Prestes
181. Fernandópolis
182. Fernão
183. Ferraz de Vasconcelos
184. Flora Rica
185. Floreal
186. Florínia
187. Flórida Paulista
188. Franca
189. Francisco Morato
190. Franco da Rocha
191. Gabriel Monteiro
192. Gália
193. Garça
194. Gastão Vidigal
195. Gavião Peixoto
196. General Salgado
197. Getulina
198. Glicério
199. Guaiçara
200. Guaimbê
201. Guaíra
202. Guapiaçu
203. Guapiara
204. Guará
205. Guaraçaí
206. Guaraci
207. Guarani d'Oeste
208. Guarantã
209. Guararapes
210. Guararema
211. Guaratinguetá
212. Guareí
213. Guariba
214. Guarujá
215. Guarulhos
216. Guatapará
217. Guzolândia
218. Herculândia
219. Holambra
220. Hortolândia
221. Iacanga
222. Iacri
223. Iaras
224. Ibaté
225. Ibirá
226. Ibirarema
227. Ibitinga
228. Ibiúna
229. Icém
230. Iepê
231. Igaraçu do Tietê
232. Igarapava
233. Igaratá
234. Iguape
235. Ilha Comprida
236. Ilha Solteira
237. Ilhabela
238. Indaiatuba
239. Indiana
240. Indiaporã
241. Inúbia Paulista
242. Ipauçu
243. Iperó
244. Ipeúna
245. Ipiguá
246. Iporanga
247. Ipuã
248. Iracemápolis
249. Irapuã
250. Irapuru
251. Itaberá
252. Itaí
253. Itajobi
254. Itaju
255. Itanhaém
256. Itaoca
257. Itapecerica da Serra
258. Itapetininga
259. Itapeva
260. Itapevi
261. Itapira
262. Itapirapuã Paulista
263. Itápolis
264. Itaporanga
265. Itapuí
266. Itapura
267. Itaquaquecetuba
268. Itararé
269. Itariri
270. Itatiba
271. Itatinga
272. Itirapina
273. Itirapuã
274. Itobi
275. Itu
276. Itupeva
277. Ituverava
278. Jaborandi
279. Jaboticabal
280. Jacareí
281. Jaci
282. Jacupiranga
283. Jaguariúna
284. Jales
285. Jambeiro
286. Jandira
287. Jardinópolis
288. Jarinu
289. Jaú
290. Jeriquara
291. Joanópolis
292. João Ramalho
293. José Bonifácio
294. Júlio Mesquita
295. Jumirim
296. Jundiaí
297. Junqueirópolis
298. Juquiá
299. Juquitiba
300. Lagoinha
301. Laranjal Paulista
302. Lavínia
303. Lavrinhas
304. Leme
305. Lençóis Paulista
306. Limeira
307. Lindóia
308. Lins
309. Lorena
310. Lourdes
311. Louveira
312. Lucélia
313. Lucianópolis
314. Luís Antônio
315. Luiziânia
316. Lupércio
317. Lutécia
318. Macatuba
319. Macaubal
320. Macedônia
321. Magda
322. Mairinque
323. Mairiporã
324. Manduri
325. Marabá Paulista
326. Maracaí
327. Marapoama
328. Mariápolis
329. Marília
330. Marinópolis
331. Martinópolis
332. Matão
333. Mauá
334. Mendonça
335. Meridiano
336. Mesópolis
337. Miguelópolis
338. Mineiros do Tietê
339. Mira Estrela
340. Miracatu
341. Mirandópolis
342. Mirante do Paranapanema
343. Mirassol
344. Mirassolândia
345. Mococa
346. Mogi Guaçu
347. Moji das Cruzes
348. Moji-Mirim
349. Mombuca
350. Monções
351. Mongaguá
352. Monte Alegre do Sul
353. Monte Alto
354. Monte Aprazível
355. Monte Azul Paulista
356. Monte Castelo
357. Monte Mor
358. Monteiro Lobato
359. Morro Agudo
360. Morungaba
361. Motuca
362. Murutinga do Sul
363. Nantes
364. Narandiba
365. Natividade da Serra
366. Nazaré Paulista
367. Neves Paulista
368. Nhandeara
369. Nipoã
370. Nova Aliança
371. Nova Campina
372. Nova Canaã Paulista
373. Nova Castilho
374. Nova Europa
375. Nova Granada
376. Nova Guataporanga
377. Nova Independência
378. Nova Luzitânia
379. Nova Odessa
380. Novais
381. Novo Horizonte
382. Nuporanga
383. Ocauçu
384. Óleo
385. Olímpia
386. Onda Verde
387. Oriente
388. Orindiúva
389. Orlândia
390. Osasco
391. Oscar Bressane
392. Osvaldo Cruz
393. Ourinhos
394. Ouro Verde
395. Ouroeste
396. Pacaembu
397. Palestina
398. Palmares Paulista
399. Palmeira d'Oeste
400. Palmital
401. Panorama
402. Paraguaçu Paulista
403. Paraibuna
404. Paraíso
405. Paranapanema
406. Paranapuã
407. Parapuã
408. Pardinho
409. Pariquera-Açu
410. Parisi
411. Patrocínio Paulista
412. Paulicéia
413. Paulínia
414. Paulistânia
415. Paulo de Faria
416. Pederneiras
417. Pedra Bela
418. Pedranópolis
419. Pedregulho
420. Pedreira
421. Pedrinhas Paulista
422. Pedro de Toledo
423. Penápolis
424. Pereira Barreto
425. Pereiras
426. Peruíbe
427. Piacatu
428. Piedade
429. Pilar do Sul
430. Pindamonhangaba
431. Pindorama
432. Pinhalzinho
433. Piquerobi
434. Piquete
435. Piracaia
436. Piracicaba
437. Piraju
438. Pirajuí
439. Pirangi
440. Pirapora do Bom Jesus
441. Pirapozinho
442. Pirassununga
443. Piratininga
444. Pitangueiras
445. Planalto
446. Platina
447. Poá
448. Poloni
449. Pompéia
450. Pongaí
451. Pontal
452. Pontalinda
453. Pontes Gestal
454. Populina
455. Porangaba
456. Porto Feliz
457. Porto Ferreira
458. Potim
459. Potirendaba
460. Pracinha
461. Pradópolis
462. Praia Grande
463. Pratânia
464. Presidente Alves
465. Presidente Bernardes
466. Presidente Epitácio
467. Presidente Prudente
468. Presidente Venceslau
469. Promissão
470. Quadra
471. Quatá
472. Queiroz
473. Queluz
474. Quintana
475. Rafard
476. Rancharia
477. Redenção da Serra
478. Regente Feijó
479. Reginópolis
480. Registro
481. Restinga
482. Ribeira
483. Ribeirão Bonito
484. Ribeirão Branco
485. Ribeirão Corrente
486. Ribeirão do Sul
487. Ribeirão dos Índios
488. Ribeirão Grande
489. Ribeirão Pires
490. Ribeirão Preto
491. Rifaina
492. Rincão
493. Rinópolis
494. Rio Claro
495. Rio das Pedras
496. Rio Grande da Serra
497. Riolândia
498. Riversul
499. Rosana
500. Roseira
501. Rubiácea
502. Rubinéia
503. Sabino
504. Sagres
505. Sales
506. Sales Oliveira
507. Salesópolis
508. Salmourão
509. Saltinho
510. Salto
511. Salto de Pirapora
512. Salto Grande
513. Sandovalina
514. Santa Adélia
515. Santa Albertina
516. Santa Bárbara d'Oeste
517. Santa Branca
518. Santa Clara d'Oeste
519. Santa Cruz da Conceição
520. Santa Cruz da Esperança
521. Santa Cruz das Palmeiras
522. Santa Cruz do Rio Pardo
523. Santa Ernestina
524. Santa Fé do Sul
525. Santa Gertrudes
526. Santa Isabel
527. Santa Lúcia
528. Santa Maria da Serra
529. Santa Mercedes
530. Santa Rita d'Oeste
531. Santa Rita do Passa Quatro
532. Santa Rosa de Viterbo
533. Santa Salete
534. Santana da Ponte Pensa
535. Santana de Parnaíba
536. Santo Anastácio
537. Santo André
538. Santo Antônio da Alegria
539. Santo Antônio de Posse
540. Santo Antônio do Aracanguá
541. Santo Antônio do Jardim
542. Santo Antônio do Pinhal
543. Santo Expedito
544. Santópolis do Aguapeí
545. Santos
546. São Bento do Sapucaí
547. São Bernardo do Campo
548. São Caetano do Sul
549. São Carlos
550. São Francisco
551. São João da Boa Vista
552. São João das Duas Pontes
553. São João de Iracema
554. São João do Pau d'Alho
555. São Joaquim da Barra
556. São José da Bela Vista
557. São José do Barreiro
558. São José do Rio Pardo
559. São José do Rio Preto
560. São José dos Campos
561. São Lourenço da Serra
562. São Luís do Paraitinga
563. São Manuel
564. São Miguel Arcanjo
565. São Pedro
566. São Pedro do Turvo
567. São Roque
568. São Sebastião
569. São Sebastião da Grama
570. São Simão
571. São Vicente
572. Sarapuí
573. Sarutaiá
574. Sebastianópolis do Sul
575. Serra Azul
576. Serra Negra
577. Serrana
578. Sertãozinho
579. Sete Barras
580. Severínia
581. Silveiras
582. Socorro
583. Sorocaba
584. Sud Mennucci
585. Sumaré
586. Suzanápolis
587. Suzano
588. Tabapuã
589. Tabatinga
590. Taboão da Serra
591. Taciba
592. Taguaí
593. Taiaçu
594. Taiúva
595. Tambaú
596. Tanabi
597. Tapiraí
598. Tapiratiba
599. Taquaral
600. Taquaritinga
601. Taquarituba
602. Taquarivaí
603. Tarabai
604. Tarumã
605. Tatuí
606. Taubaté
607. Tejupá
608. Teodoro Sampaio
609. Terra Roxa
610. Tietê
611. Timburi
612. Torre de Pedra
613. Torrinha
614. Trabiju
615. Tremembé
616. Três Fronteiras
617. Tuiuti
618. Tupã
619. Tupi Paulista
620. Turiúba
621. Turmalina
622. Ubarana
623. Ubatuba
624. Ubirajara
625. Uchoa
626. União Paulista
627. Urânia
628. Uru
629. Urupês
630. Valentim Gentil
631. Valinhos
632. Valparaíso
633. Vargem
634. Vargem Grande do Sul
635. Vargem Grande Paulista
636. Várzea Paulista
637. Vera Cruz
638. Vinhedo
639. Viradouro
640. Vista Alegre do Alto
641. Vitória Brasil
642. Votorantim
643. Votuporanga
644. Zacarias

### Sergipe (SE)
1. Amparo de São Francisco
2. Aquidabã
3. Arauá
4. Areia Branca
5. Barra dos Coqueiros
6. Boquim
7. Brejo Grande
8. Campo do Brito
9. Canhoba
10. Canindé de São Francisco
11. Capela
12. Carira
13. Carmópolis
14. Cedro de São João
15. Cristinápolis
16. Cumbe
17. Divina Pastora
18. Estância
19. Feira Nova
20. Frei Paulo
21. Gararu
22. General Maynard
23. Gracho Cardoso
24. Ilha das Flores
25. Indiaroba
26. Itabaiana
27. Itabaianinha
28. Itabi
29. Itaporanga d'Ajuda
30. Japaratuba
31. Japoatã
32. Lagarto
33. Laranjeiras
34. Macambira
35. Malhada dos Bois
36. Malhador
37. Maruim
38. Moita Bonita
39. Monte Alegre de Sergipe
40. Muribeca
41. Neópolis
42. Nossa Senhora Aparecida
43. Nossa Senhora da Glória
44. Nossa Senhora das Dores
45. Nossa Senhora de Lourdes
46. Nossa Senhora do Socorro
47. Pacatuba
48. Pedra Mole
49. Pedrinhas
50. Pinhão
51. Pirambu
52. Poço Redondo
53. Poço Verde
54. Porto da Folha
55. Propriá
56. Riachão do Dantas
57. Riachuelo
58. Ribeirópolis
59. Rosário do Catete
60. Salgado
61. Santa Luzia do Itanhy
62. Santa Rosa de Lima
63. Santana do São Francisco
64. Santo Amaro das Brotas
65. São Cristóvão
66. São Domingos
67. São Francisco
68. São Miguel do Aleixo
69. Simão Dias
70. Siriri
71. Telha
72. Tobias Barreto
73. Tomar do Geru
74. Umbaúba

### Tocantins (TO)
1. Abreulândia
2. Aguiarnópolis
3. Aliança do Tocantins
4. Almas
5. Alvorada
6. Ananás
7. Angico
8. Aparecida do Rio Negro
9. Aragominas
10. Araguacema
11. Araguaçu
12. Araguaína
13. Araguanã
14. Araguatins
15. Arapoema
16. Arraias
17. Augustinópolis
18. Aurora do Tocantins
19. Axixá do Tocantins
20. Babaçulândia
21. Bandeirantes do Tocantins
22. Barra do Ouro
23. Barrolândia
24. Bernardo Sayão
25. Bom Jesus do Tocantins
26. Brasilândia do Tocantins
27. Brejinho de Nazaré
28. Buriti do Tocantins
29. Cachoeirinha
30. Campos Lindos
31. Cariri do Tocantins
32. Carmolândia
33. Carrasco Bonito
34. Caseara
35. Centenário
36. Chapada da Natividade
37. Chapada de Areia
38. Colinas do Tocantins
39. Colméia
40. Combinado
41. Conceição do Tocantins
42. Couto de Magalhães
43. Cristalândia
44. Crixás do Tocantins
45. Darcinópolis
46. Dianópolis
47. Divinópolis do Tocantins
48. Dois Irmãos do Tocantins
49. Dueré
50. Esperantina
51. Fátima
52. Figueirópolis
53. Filadélfia
54. Formoso do Araguaia
55. Fortaleza do Tabocão
56. Goianorte
57. Goiatins
58. Guaraí
59. Gurupi
60. Ipueiras
61. Itacajá
62. Itaguatins
63. Itapiratins
64. Itaporã do Tocantins
65. Jaú do Tocantins
66. Juarina
67. Lagoa da Confusão
68. Lagoa do Tocantins
69. Lajeado
70. Lavandeira
71. Lizarda
72. Luzinópolis
73. Marianópolis do Tocantins
74. Mateiros
75. Maurilândia do Tocantins
76. Miracema do Tocantins
77. Miranorte
78. Monte do Carmo
79. Monte Santo do Tocantins
80. Muricilândia
81. Natividade
82. Nazaré
83. Nova Olinda
84. Nova Rosalândia
85. Novo Acordo
86. Novo Alegre
87. Novo Jardim
88. Oliveira de Fátima
89. Palmeirante
90. Palmeiras do Tocantins
91. Palmeirópolis
92. Paraíso do Tocantins
93. Paranã
94. Pau d'Arco
95. Pedro Afonso
96. Peixe
97. Pequizeiro
98. Pindorama do Tocantins.
99. Piraquê
100. Pium
101. Ponte Alta do Bom Jesus
102. Ponte Alta do Tocantins
103. Porto Alegre do Tocantins
104. Porto Nacional
105. Praia Norte
106. Presidente Kennedy
107. Pugmil
108. Recursolândia
109. Riachinho
110. Rio da Conceição
111. Rio dos Bois
112. Rio Sono
113. Sampaio
114. Sandolândia
115. Santa Fé do Araguaia
116. Santa Maria do Tocantins
117. Santa Rita do Tocantins
118. Santa Rosa do Tocantins
119. Santa Tereza do Tocantins
120. Santa Terezinha do Tocantins
121. São Bento do Tocantins
122. São Félix do Tocantins
123. São Miguel do Tocantins
124. São Salvador do Tocantins
125. São Sebastião do Tocantins
126. São Valério da Natividade
127. Silvanópolis
128. Sítio Novo do Tocantins
129. Sucupira
130. Taguatinga
131. Taipas do Tocantins
132. Talismã
133. Tocantínia
134. Tocantinópolis
135. Tupirama
136. Tupiratins
137. Wanderlândia
138. Xambioá